# Bunuri mobile din domeniul științele naturii clasate în patrimoniul cultural național al României aflate în județul Dolj
Acestă listă conține bunurile mobile din domeniul științele naturii clasate în Patrimoniul cultural național al României aflate la momentul clasării în județul Dolj.

## Tezaur
| Foto | Informații generale                                                       | Detalii tehnice | Descriere | Deținător                                             | Legături |
| ---- | ------------------------------------------------------------------------- | --- | --- | ----------------------------------------------------- | -------- |
|      | Oenanthe hispanica melanoleuca Güldenstädt, 1775                          | Descoperit: jud. CARAȘ-SEVERIN, DIVICI Dimensiuni: Lt: 139 mm; Cioc: 12 mm; Aripă: 94 mm; Coadă: 50 mm; Tars: 27 mm | Piesă naturalizată cu aripile apropiate de corp (poziție statică); penajul păstrează coloritul natural, de asemenea este menținut aspectul morfologic general al speciei; piesa este montată pe secțiune din trunchi de copac.                                                        | Muzeul Olteniei. Secția de Științele Naturii, Craiova | Cimec    |
|      | Corvus monedula soemmeringii Fischer, 1811                                | Descoperit: Tirol, Austria Dimensiuni: Lt - 298 mm, Ci - 36 mm, A - 187 mm, C – 123 mm, T - 32 mm                   | piesă naturalizată cu aripile apropiate de corp, în picioare (poziție statică); penajul este de culoare albicioasă fiind complet depigmentat (albinism total datorat unei insuficiențe native de pigmentație); piesa este montată pe crenguță naturală fixată pe suport de lemn.      | Muzeul Olteniei. Secția de Științele Naturii, Craiova | Cimec    |
|      | Sturnus roseus (Linnaeus, 1758)                                           | Descoperit: jud. CARAȘ-SEVERIN, PADINA MATEI Dimensiuni: Lt - 251 mm, Ci - 21 mm, A - 131 mm, C – 56 mm, T - 32 mm  | piesă naturalizată cu aripile apropiate de corp, în picioare (poziție statică); penajul păstrează coloritul natural, de asemenea se menține aspectul morfologic general al speciei; piesa este montată pe crenguță naturală fixată pe suport de lemn.                                 | Muzeul Olteniei. Secția de Științele Naturii, Craiova | Cimec    |
|      | Burhinus oedicnemus oedicnemus (Linnaeus, 1758)                           | Descoperit: jud. TIMIȘ, ULIUC Dimensiuni: Lt - 420 mm, Ci - 32 mm, A - 290 mm, C – 128 mm, T - 83 mm                | piesa este naturalizată în poziție statică verticală, cu aripile apropiate de corp; sunt păstrate aspectul morfologic general și coloritul natural al penajului speciei; ambii ochi sunt lipsă; piesa este montată pe suport plat de lemn.                                            | Muzeul Olteniei. Secția de Științele Naturii, Craiova | Cimec    |
|      | Himantopus himantopus himantopus (Linnaeus, 1758)                         | Descoperit: jud. TIMIȘ, com. BILED, BILED Dimensiuni: Lt - 332 mm, Ci - 70 mm, A - 252 mm, C – 84 mm, T - 125 mm    | piesa este naturalizată în picioare, poziție statică, cu aripile apropiate de corp; sunt păstrate aspectul morfologic general și coloritul natural al penajului speciei; piesa este montată pe suport plat de lemn.                                                                   | Muzeul Olteniei. Secția de Științele Naturii, Craiova | Cimec    |
|      | Branta ruficollis (Pallas, 1769)                                          | Descoperit: jud. OLT, CORABIA Dimensiuni: Lt - 497 mm, Ci - 18 mm, A - 352 mm, C – 104 mm, T - 57 mm                | piesa este naturalizată în poziție statică, cu aripile apropiate de corp; sunt păstrate aspectul morfologic general și coloritul natural al penajului speciei; piesa este expusă în cadrul expoziției de bază a Secției de Științele Naturii a Muzeului Olteniei Craiova.             | Muzeul Olteniei. Secția de Științele Naturii, Craiova | Cimec    |
|      | Otis tetrax orientalis (Hartert, 1932) syn.Tetrax tetrax (Linnaeus, 1758) | Descoperit: jud. Timiș, com. Comloșu Mare, Comloșu Mare Dimensiuni: Ci - 24 mm, A - 265 mm, C - 97 mm, T - 65 mm    | Piesă naturalizată cu aripile strânse, în picioare, poziție statică; cap ușor orientat către stânga; penajul, ciocul și membrele inferioare sunt bine conservate, păstrând coloritul natural.                                                                                         | Muzeul Olteniei. Secția de Științele Naturii, Craiova | Cimec    |
|      | Alectoris graeca saxatilis (Meyer, 1805)                                  | Descoperit: jud. Caraș-Severin, com. Coronini, Coronini Dimensiuni: Ci - 17 mm., A - 161 mm, C - 70 mm, T - 55 mm   | Piesă naturalizată în poziție statică, cu aripile strânse, cap ușor orientat spre stânga, penajul păstrează coloritul natural; la piciorul stâng prezintă o ușoară deteriorare, respectiv lipsește gheara posterioară și două inferioare și o suprafață restânsă din pielea tarsului. | Muzeul Olteniei. Secția de Științele Naturii, Craiova | Cimec    |
|      | Gibbula euxinica (Grossu, 1956) syn. G. divaricata (Philippi, 1844)       | Descoperit: jud. Constanța, Agigea Dimensiuni: Î = 9 ; LA = 11                                                      | Cochilia conoidală, groasă, cele 4 anfracte puțin curbate, cu sutura superficială. Ombilicul lipsește; suprafața este colorată verde-gălbui, împodobită cu rânduri de puncte roșu-carmin. Paratip din colecția Grossu.                                                                | Muzeul Olteniei. Secția de Științele Naturii, Craiova | Cimec    |
|      | Bythinella dacica (Grossu, 1946)                                          | Descoperit: jud. Mehedinți, BĂILE HERCULANE Dimensiuni: Î = 3; LA = 1,5                                             | Cochilie cilindric - ovală, transparentă, fragilă cu 4 anfracte bine curbate, ultimul mai dilatat și bine rotunjit; fără carenă periferică pe partea superioară. Specie endemică. Paratip din colecția Al.V. Grossu.                                                                  | Muzeul Olteniei. Secția de Științele Naturii, Craiova | Cimec    |
|      | Alopia helenae ciucasiana (Grossu, 1969)                                  | Descoperit: jud. Prahova, Valea Stânei Dimensiuni: Î = 14,5; LA = 4                                                 | Cochilia dextră cu clausiliu, anfractele ornamentate cu coaste mai mult sau mai puțin evidente, rare și mai accentuate pe ultimul anfract. Apertura este roșcat-brună, cu pliuri palatale. Paratip din colecția Grossu.                                                               | Muzeul Olteniei. Secția de Științele Naturii, Craiova | Cimec    |
|      | Alopia (Alopia) occulta nordsiecki (Grossu & Tesio, 1973)                 | Descoperit: jud. Vâlcea, com. Băile Olănești, Olănești Dimensiuni: Î = 16; LA = 5                                   | Cochilia senestră cu clausiliu, gălbuie, cu 9 anfracte netede, apertura cu cute palatale. Paratip din colecția Grossu. | Muzeul Olteniei. Secția de Științele Naturii, Craiova | Cimec    |
|      | Alopia (Alopia) vranceana (Grossu, 1967)                                  | Descoperit: jud. Vrancea, Valea Tișița Dimensiuni: Î = 17,5; LA = 5                                                 | Cochilia senestră cu clausiliu, colorată roșcat-brun, aproape netedă, dar cu câteva coaste sau zbârcituri neregulate pe cervix. Armătura aperturală este bine dezvoltată, iar pe peretele extern, prezintă 4 cute palatale. Paratip din colecția Grossu.                              | Muzeul Olteniei. Secția de Științele Naturii, Craiova | Cimec    |
|      | Daudebardia (Libania) dacica (Grossu, 1969)                               | Descoperit: jud. Prahova, Cumpătu Dimensiuni: Î = 1; LA = 4; L = 5,5                                                | Cochilia este eliptic - ovală, prevăzută cu o calozitate mai îngroșată pe marginea columelară, care acoperă complet ombilicul. Apertura este largă și ovală. Specie endemică. Paratip din colecția Grossu.                                                                            | Muzeul Olteniei. Secția de Științele Naturii, Craiova | Cimec    |

## Fond
| Foto | Informații generale                                                                                            | Detalii tehnice | Descriere | Deținător                                                    | Legături |
| ---- | --- | --- | --- | ------------------------------------------------------------ | -------- |
|      | Carduelis (Acanthis) flammea flammea (Linnaeus, 1758)                                                          | Descoperit: jud. TIMIȘ, com. GIROC, GIROC Dimensiuni: Lt: 126 mm; Cioc: 7 mm; Aripa: 75 mm; Coada: 65 mm                                                     | Piesă naturalizată cu aripile apropiate de corp, în picioare (poziție statică); penajul păstrează coloritul natural, de asemenea se menține aspectul morfologic general al speciei; piesa este montată pe crenguță naturală fixată pe suport de lemn. | Muzeul Olteniei. Secția de Științele Naturii, Craiova        | Cimec    |
|      | Calandrella brachydactyla brachydactyla (Leiser, 1814)                                                         | Descoperit: jud. CARAȘ-SEVERIN, MOLDOVA NOUĂ Dimensiuni: Lt: 120 mm; Cioc: 8 mm; Aripă: 85mm; Coadă: 42 mm; Tars: 20 mm                                      | Piesă naturalizată cu aripile parțial apropiate de corp; penajul păstrează coloritul natural; ușoare deteriorari la nivelul tarsului, însă este menținut aspectul morfologic general al speciei; piesa este montată pe suport plat din lemn. | Muzeul Olteniei. Secția de Științele Naturii, Craiova        | Cimec    |
|      | Panurus biarmicus russicus (C. L. Brehm, 1831)                                                                 | Descoperit: jud. TIMIȘ, com. BILED, BILED Dimensiuni: Lt: 150 mm; Cioc: 7 mm; Aripă: 63 mm; Coadă: 77 mm; Tars: 27 mm                                        | Piesă naturalizată cu aripile apropiate de corp (poziție statică); penajul păstrează coloritul natural, de asemenea se menține aspectul morfologic general al speciei; piesa este montată pe un fragment de tulpină naturală de trestie, fixată pe suport de lemn. | Muzeul Olteniei. Secția de Științele Naturii, Craiova        | Cimec    |
|      | Phylloscopus sibilatrix (Bechstein, 1793)                                                                      | Descoperit: jud. CARAȘ-SEVERIN, MOLDOVA NOUĂ Dimensiuni: Lt: 107 mm; Cioc: 10 mm; Aripă: 77 mm; Coadă: 46 mm; Tars: 19 mm                                    | Piesă naturalizată cu aripile apropiate de corp (poziție statică); penajul păstrează coloritul natural, de asemenea se menține aspectul morfologic general al speciei; piesa este montată pe suport plat de lemn. | Muzeul Olteniei. Secția de Științele Naturii, Craiova        | Cimec    |
|      | Monticola saxatilis saxatilis (Linnaeus, 1766)                                                                 | Descoperit: jud. CARAȘ-SEVERIN, DIVICI Dimensiuni: Lt: 167 mm; Cioc: 23 mm; Aripă: 128 mm; Coadă: 64 mm; Tars: 33 mm                                         | Piesă naturalizată cu aripile apropiate de corp (poziție statică); penajul păstrează coloritul natural; prezintă ușoare deteriorări la nivelul tarsului, însă este menținut aspectul morfologic general al speciei; piesa este montată pe crenguță naturală fixată pe suport de lemn. | Muzeul Olteniei. Secția de Științele Naturii, Craiova        | Cimec    |
|      | Prunella collaris collaris (Scopoli, 1769)                                                                     | Descoperit: jud. HUNEDOARA, Mții Retezat – Vf. Zănoaga Dimensiuni: Lt: 145 mm; Cioc: 13 mm; Aripă: 103 mm; Coadă: 59 mm; Tars: 33 mm                         | Piesă naturalizată cu aripile apropiate de corp (poziție statică); penajul păstrează coloritul natural, de asemenea se menține aspectul morfologic general al speciei (o mică excepție o reprezintă ghearele care lipsesc parțial); piesa este montată pe secțiune din trunchi de copac. | Muzeul Olteniei. Secția de Științele Naturii, Craiova        | Cimec    |
|      | Dryocopus martius martius (Linnaeus, 1758)                                                                     | Descoperit: jud. BIHOR, STÂNA DE VALE Dimensiuni: Lt: 461 mm; Cioc: 59 mm; Aripă: 241 mm; Coadă: 177 mm; Tars: 44 mm                                         | Piesă naturalizată cu aripile apropiate de corp; sunt păstrate aspectul general și coloritul natural al penajului speciei; piesa este montată pe suport din trunchi de copac. | Muzeul Olteniei. Secția de Științele Naturii, Craiova        | Cimec    |
|      | Botaurus stellaris stellaris (Linnaeus, 1758)                                                                  | Descoperit: jud. DOLJ, com. IȘALNIȚA, IȘALNIȚA Dimensiuni: Lt: 700 mm; Cioc: 75 mm; Aripă: 350 mm; Coadă: 120 mm; Tars: 101 mm                               | Piesă naturalizată în poziție statică, cu aripile apropiate de corp și capul ușor ridicat; sunt păstrate aspectul general și coloritul natural al penajului speciei; piesa este montată pe suport plat din lemn. | Muzeul Olteniei. Secția de Istorie-Arheologie, Craiova       | Cimec    |
|      | Picus viridis viridis Linnaeus, 1758                                                                           | Descoperit: jud. DOLJ, com. PREAJBA, PREAJBA, Lunca Jiului Dimensiuni: Lt: 295 mm; Cioc: 46 mm; Aripă: 172 mm; Coadă: 111 mm; Tars: 33 mm                    | Piesă naturalizată cu aripile apropiate de corp; sunt păstrate aspectul general și coloritul natural al penajului speciei; piesa este montată pe suport din trunchi de copac. | Muzeul Olteniei. Secția de Științele Naturii, Craiova        | Cimec    |
|      | Falco tinnunculus tinnunculus Linnaeus, 1758                                                                   | Descoperit: jud. DOLJ, com. SĂLCUȚA, SĂLCUȚA Dimensiuni: 360 mm; Cioc: 18 mm; Aripă: 240 mm; Coadă: 170 mm; Tars: 38 mm                                      | Piesă naturalizată cu aripile apropiate de corp; sunt păstrate aspectul general și coloritul natural al penajului speciei; piesa este montată pe suport de lemn cu elemente de butaforie. | Muzeul Olteniei. Secția de Științele Naturii, Craiova        | Cimec    |
|      | Falco tinnunculus tinnunculus Linnaeus, 1758                                                                   | Descoperit: jud. DOLJ, SECUI, Lunca Jiului Dimensiuni: Lt: 340 mm; Cioc: 12 mm; Aripă: 255 mm; Coadă: 150 mm; Tars: 35 mm                                    | Piesă naturalizată cu aripile apropiate de corp; sunt păstrate aspectul general și coloritul natural al penajului speciei; piesa este montată pe suporturi de lemn suprapuse. | Muzeul Olteniei. Secția de Științele Naturii, Craiova        | Cimec    |
|      | Accipiter nisus nisus (Linnaeus, 1758)                                                                         | Descoperit: jud. DOLJ, com. MÂRȘANI, MÂRȘANI Dimensiuni: Lt: 380 mm; Cioc: 13 mm; Aripă: 245 mm; Coadă: 185 mm; Tars: 65 mm                                  | Piesă naturalizată cu aripile apropiate de corp; sunt păstrate aspectul general și coloritul natural al penajului speciei; piesa este montată pe secțiune din trunchi de copac fixată pe suport plat din lemn. | Muzeul Olteniei. Secția de Științele Naturii, Craiova        | Cimec    |
|      | Accipiter nisus nisus (Linnaeus, 1758)                                                                         | Descoperit: jud. DOLJ, com. RADOVAN, RADOVAN Dimensiuni: Lt: 375 mm; Cioc: 17 mm; Aripă: 234 mm; Coadă: 158 mm; Tars: 64 mm                                  | Piesă naturalizată cu aripile apropiate de corp; sunt păstrate aspectul general și coloritul natural al penajului speciei; piesa este montată pe suport din lemn. | Muzeul Olteniei. Secția de Științele Naturii, Craiova        | Cimec    |
|      | Nycticorax nycticorax nycticorax (Linnaeus, 1758)                                                              | Descoperit: jud. DOLJ, com. MURGAȘI, MURGAȘI Dimensiuni: Lt: 550 mm; Cioc: 60 mm; Aripă: 266 mm; Coadă: 75 mm; Tars: 70 mm                                   | Piesă naturalizată în poziție statică, cu aripile apropiate de corp și capul ușor ridicat; sunt păstrate aspectul general și coloritul natural al penajului speciei; piesa este montată pe suport plat din lemn. | Muzeul Olteniei. Secția de Istorie-Arheologie, Craiova       | Cimec    |
|      | Coracias garrulus garrulus Linnaeus, 1758                                                                      | Descoperit: jud. DOLJ, com. MALU MARE, MALU MARE Dimensiuni: Lt: 248 mm; Cioc: 31 mm; Aripă: 209 mm; Coadă: 133 mm; Tars: 27 mm                              | Piesă naturalizată cu aripile depărtate de corp (poziție de zbor); sunt păstrate aspectul general și coloritul natural al penajului speciei; piesa este montată pe suport plat din lemn. | Muzeul Olteniei. Secția de Științele Naturii, Craiova        | Cimec    |
|      | Botaurus stellaris stellaris (Linnaeus, 1758)                                                                  | Descoperit: jud. DOLJ, com. CÂRNA (Dunăreni), CÂRNA (Dunăreni), Lunca Dunării Dimensiuni: Lt: 630 mm; Cioc: 70 mm; Aripă: 310 mm; Coadă: 100 mm; Tars: 90 mm | Piesă naturalizată în poziție statică, cu aripile apropiate de corp și capul ușor ridicat; sunt păstrate aspectul general și coloritul natural al penajului speciei; piesa este montată pe suport plat din lemn. | Muzeul Olteniei. Secția de Istorie-Arheologie, Craiova       | Cimec    |
|      | Falco tinnunculus tinnunculus Linnaeus, 1758                                                                   | Descoperit: jud. DOLJ, com. CÂRNA (Dunăreni), Lunca Dunării Dimensiuni: Lt: 340 mm; Cioc: 13 mm; Aripă: 245 mm; Coadă: 155 mm; Tars: 40 mm                   | Piesă naturalizată cu aripile apropiate de corp; sunt păstrate aspectul general și coloritul natural al penajului speciei; piesa este montată pe secțiune din trunchi de copac. | Muzeul Olteniei. Secția de Științele Naturii, Craiova        | Cimec    |
|      | Accipiter nisus nisus (Linnaeus, 1758)                                                                         | Descoperit: jud. DOLJ, POPÂNZĂLEȘTI Dimensiuni: Lt: 365 mm; Cioc: 14 mm; Aripă: 232 mm; Coadă: 170 mm; Tars: 70 mm                                           | Piesă naturalizată cu aripile apropiate de corp; sunt păstrate aspectul general și coloritul natural al penajului speciei; piesa este montată pe suport din lemn. | Muzeul Olteniei. Secția de Științele Naturii, Craiova        | Cimec    |
|      | Phalacrocorax carbo sinensis (Blumenbach, 1798)                                                                | Descoperit: jud. DOLJ, com. CÂRNA (Dunăreni), CÂRNA (Dunăreni), Lunca Dunării Dimensiuni: Lt: 780 mm; Cioc: 60 mm; Coada: 160 mm; Aripă: 355 mm; Tars: 80 mm | Piesă naturalizată în poziție statică, cu aripile apropiate de corp și capul ușor ridicat; sunt păstrate aspectul general și coloritul natural al penajului speciei; piesa este montată pe suport natural realizat din secțiunea unui trunchi de copac. | Muzeul Olteniei. Secția de Istorie-Arheologie, Craiova       | Cimec    |
|      | Phalacrocorax pygmaeus (Pallas, 1773)                                                                          | Descoperit: jud. DOLJ, CRAIOVA, Râul Jiu Dimensiuni: Lt: 543 mm; Cioc: 26 mm; Aripă: 205 mm; Coadă: 146 mm; Tars: 40 mm                                      | Piesă naturalizată în poziție statică, cu aripile apropiate de corp și capul ușor ridicat; sunt păstrate aspectul general și coloritul natural al penajului speciei; piesa este montată pe suport natural realizat din secțiunea unui trunchi de copac. | Muzeul Olteniei. Secția de Istorie-Arheologie, Craiova       | Cimec    |
|      | Dendrocopos major (Linnaeus, 1758)                                                                             | Descoperit: jud. DOLJ, com. PERIȘOR, PERIȘOR Dimensiuni: Lt: 225 mm; Cioc: 23 mm; Aripă: 136 mm; Coadă: 90 mm; Tars: 26 mm                                   | Piesă naturalizată cu aripile apropiate de corp; sunt păstrate aspectul general și coloritul natural al penajului speciei; piesa este montată pe suport plat din lemn. | Muzeul Olteniei. Secția de Științele Naturii, Craiova        | Cimec    |
|      | Dendrocopos major (Linnaeus, 1758)                                                                             | Descoperit: jud. DOLJ, com. PERIȘOR, PERIȘOR Dimensiuni: Lt: 214 mm; Cioc: 27 mm; Aripă: 131 mm; Coadă: 85 mm; Tars: 26 mm                                   | Piesă naturalizată cu aripile apropiate de corp; sunt păstrate aspectul general și coloritul natural al penajului speciei; piesa este montată pe suport plat din lemn. | Muzeul Olteniei. Secția de Științele Naturii, Craiova        | Cimec    |
|      | Picus viridis viridis Linnaeus, 1758                                                                           | Descoperit: jud. DOLJ, com. RADOVAN, FÂNTÂNELE Dimensiuni: Lt: 310 mm; Cioc: 39 mm; Aripă: 150 mm; Coadă: 81 mm; Tars: 32 mm                                 | Piesă naturalizată cu aripile apropiate de corp; sunt păstrate aspectul general și coloritul natural al penajului speciei; piesa este montată pe suport plat din lemn. | Muzeul Olteniei. Secția de Științele Naturii, Craiova        | Cimec    |
|      | Coracias garrulus garrulus Linnaeus, 1758                                                                      | Descoperit: jud. DOLJ, com. MĂCEȘU DE JOS, MĂCEȘU DE JOS, Lunca Dunării Dimensiuni: Lt: 317 mm; Cioc: 33 mm; Aripă: 192 mm; Coadă: 125 mm; Tars: 25 mm       | Piesă naturalizată cu aripile puțin depărtate de corp; sunt păstrate aspectul general și coloritul natural al penajului speciei; piesa este montată pe suport plat din lemn. | Muzeul Olteniei. Secția de Științele Naturii, Craiova        | Cimec    |
|      | Blennius sanguinolentus Pallas, 1814; Synonym new Parablennius sanguinolentus (Pallas, 1814)                   | Descoperit: jud. CONSTANȚA Dimensiuni: L-7,2; l-6,1; lb- 0,4; hc-1; lc-1,5; hmax- 2; hmin - 0,6                                                              | Piesă formolizată montată pe plăcuță de sticlă în vas de sticlă în lichid conservant. Este un pește marin mic, viu colorat, cu două tentacule mici deasupra ochilor. În România este întâlnit în tot lungul litoralului Mării Negre. | Muzeul Olteniei. Secția de Științele Naturii, Craiova        | Cimec    |
|      | Blennius tentacularis Brünnich, 1768; Synonym new Parablennius tentacularis(Brünnich, 1768)                    | Descoperit: jud. CONSTANȚA Dimensiuni: L-8,6; l-7,1; lb- 0,3; hc-1,1; lc-1,5; hmax- 2,4; hmin - 0,6                                                          | Piesă formolizată montată pe plăcuță de sticlă în vas de sticlă în lichid conservant. Corp comprimat lateral, tentacule supraorbitale, lungi și franjurate, o pată negricioasă în partea anterioară a dorsalei, laturile corpului cu benzi late întunecate. | Muzeul Olteniei. Secția de Științele Naturii, Craiova        | Cimec    |
|      | Odontogadus merlangus euxinus( Nordmann, 1840); Synonym new Merlangius merlangus ssp. euxinus (Nordmann, 1840) | Descoperit: jud. CONSTANȚA Dimensiuni: L-16,5; l-13,7; lb-1,4; hc-2,6; lc-4,4; hmax-3; hmin-0,7                                                              | Piesă formolizată montată pe plăcuță de sticlă în vas de sticlă în lichid conservant .Corpul alungit și gros moderat comprimat lateral, solzii mici abia vizibili, cicloizi (foarte rar ctenoizi), acoperă întregul corp și o parte dorsală a capului. De obicei au gura mare, adesea prevăzută cu o mustăcioară pe fața ventrală a fălcii inferioare. Culoarea acestui pește este brun-albăstruie spre cenușiu, cu o pată neagră la baza aripioarelor pectorale. Dimorfismul sexual este slab pronunțat, nu se poate confunda cu nicio specie marină de la noi. | Muzeul Olteniei. Secția de Științele Naturii - Craiova, Dolj | Cimec    |
|      | Mullus barbatus ponticus Essipov,1927                                                                          | Descoperit: jud. CONSTANȚA Dimensiuni: L-14,3; l-10,2; lb- 1; hc-1,8; lc-2,2; hmax- 2,4; hmin - 0,9                                                          | Piesă formolizată montată pe plăcuță de sticlă în vas de sticlă în lichid conservant. Botul este scurt, cu o gură subterminală, prevăzută cu două mustăți alungite. Ochii sunt deplasați înainte. Pe spate are două înotătoare dorsale distanțate între ele. Înotătoarele ventralele sunt așezate mult înainte. Corpul de culoare argintie, cu pete mari roșii, iar înotătoarele galbene. | Muzeul Olteniei. Secția de Științele Naturii, Craiova        | Cimec    |
|      | Mugil auratus Risso, 1810; Synonym new Liza aurata (Risso, 1810)                                               | Descoperit: jud. CONSTANȚA Dimensiuni: L-20,4; l-12; lb- 0,7; hc-1,5; lc-2,1; hmax- 2,5; hmin - 1,2                                                          | Piesă formolizată montată pe plăcuță de sticlă în vas de sticlă în lichid conservant. Corp slab comprimat lateral, o pată galbenă pe operculi și benzi longitudinale mai întunecate pe părțile laterale. Fruntea acoperită până la ochi cu solzi mari, iar de la ochi și până la nări cu solzi mărunți. | Muzeul Olteniei. Secția de Științele Naturii, Craiova        | Cimec    |
|      | Pleuronectes flesus luscus Pallas, 1811, Synonym new Platichthys flesus luscus(Pallas, 1814)                   | Descoperit: jud. CONSTANȚA Dimensiuni: L-20,3; l-14,2; lb- 0,6; hc-0,8; lc-3,5; hmax- 1,1; hmin - 1,4                                                        | Piesă formolizată montată pe plăcuță de sticlă în vas de sticlă în lichid conservant. Corpul este asimetric și turtit lateral și are o lungime de până la 20 cm. Partea dreaptă, acoperită cu solzi cicloizi și plăci osoase, are o culoare verzuie sau brună cu pete stelate. Pe ea sunt situați ochii. Cealaltă parte este aproape goală, de culoare deschisă. | Muzeul Olteniei. Secția de Științele Naturii, Craiova        | Cimec    |
|      | Syngnathus typhle argentatus Pallas,1814; Synonym new Syngnathus typhle Linnaeus,1758                          | Descoperit: jud. CONSTANȚA Dimensiuni: L-17,5; l-16,8; lb-2,3; hc-0,6; lc-3,3; hmax-0,7; hmin-0,1                                                            | Piesă formolizată montată pe plăcuță de sticlă în vas de sticlă în lichid conservant. Are corpul foarte alungit, de până la 35 cm și subțire, în formă de andrea acoperit cu plăci osoase.Trunchiul în formă transversală are forma unui patrulater. Capul este îngust și mic, cu botul ascuțit și relativ scurt, turtit puțin la vârf. Regiunea caudală este lungă și se termină cu o înotătoare mică, în formă de mătură și nu este diferențiată în lobi. Masculii au pe partea ventrală a regiunii caudale două pliuri laterale, ce formează o cameră incubatoare specială. Pe spate este prezentă o singură înotătoare dorsală relativ lungă. Înotătoarele pectorale sunt scurte. Coloritul general este cenușiu-verzui. | Muzeul Olteniei. Secția de Științele Naturii - Craiova, Dolj | Cimec    |
|      | Syngnathus tenuirostris Rathke,1837                                                                            | Descoperit: jud. CONSTANȚA Dimensiuni: L-14,4; l-13,9; lb-0,7; hc-0,4; lc-1,1; hmax-0,5; hmin-0,1                                                            | Piesă formolizată montată pe plăcuță de sticlă în vas de sticlă în lichid conservant. Are corpul foarte alungit, de până la 38 cm și subțire, în formă de andrea acoperit cu plăci osoase.Trunchiul în formă transversală are forma unui patrulater. Botul cilindric. Dorsala și anala totdeauna cu pete întunecate mărunte. | Muzeul Olteniei. Secția de Științele Naturii - Craiova, Dolj | Cimec    |
|      | Trachinus draco Linnaeus, 1758                                                                                 | Descoperit: jud. CONSTANȚA Dimensiuni: L-18,4; l-12,4; lb- 0,5; hc-1,8; lc-3,2; hmax- 2; hmin- 0,8                                                           | Piesă formolizată montată pe plăcuță de sticlă în vas de sticlă în lichid conservant. Are corpul acoperit de țepi pe partea dorsală și în jurul urechilor, capul umflat, botul scurt, ochii bulbucați și mari. Culoarea corpului este cenușiu-roșiatică, cu umbre galbene și albastre pe laturi, iar burta este albă. Prima înotătoare dorsală este formată din țepi veninoși. | Muzeul Olteniei. Secția de Științele Naturii, Craiova        | Cimec    |
|      | Crenilabrus ocellatus (Forskal) 1775; Synonym new Symphodus ocellatus (Linnaeus, 1758)                         | Descoperit: jud. CONSTANȚA, AGIGEA Dimensiuni: L-12; l-9; lb- 1; hc-1,5; lc-2,1; hmax- 3,5; hmin - 1,2                                                       | Piesă formolizată montată pe plăcuță de sticlă în vas de sticlă în lichid conservant. Corp comprimat lateral, totdeauna o pată întunecată mărginită cu roșu și albastru în regiunea postero-superioară a operculului și o pată neagră alungită în zona mediană a bazei caudalei. | Muzeul Olteniei. Secția de Științele Naturii, Craiova        | Cimec    |
|      | Crenilabrus griseus (Linnaeus) 1758; Synonym new Symphodus cinereus (Gmelin, 1789)                             | Descoperit: jud. CONSTANȚA, AGIGEA Dimensiuni: L-12; l-10,2; lb- 1,3; hc-1,8; lc-3,1; hmax- 3,7; hmin - 1,5                                                  | Piesă formolizată montată pe plăcuță de sticlă în vas de sticlă în lichid conservant. Corp comprimat lateral, totdeauna o pată neagră în partea anterioară a dorsalei și la baza inferioară a caudalei, două benzi longitudinale întunecate. | Muzeul Olteniei. Secția de Științele Naturii, Craiova        | Cimec    |
|      | Solea lascaris (Risso), 1810; Synonym new Pegusa lascaris (Risso, 1810)                                        | Descoperit: jud. CONSTANȚA, AGIGEA Dimensiuni: L-19,2; l-14,2; lb- 0,6; hc-0,8; lc-3,5;                                                                      | Piesă formolizată montată pe plăcuță de sticlă în vas de sticlă în lichid conservant. Dorsala pornește de la vârful botului și se unește cu caudala. Pectorala de pe partea superioară cu o pată neagră. Linia laterală dreaptă . Coloitul feței superioare variabil brun cenușiu. Corpul fără butoni osoși. | Muzeul Olteniei. Secția de Științele Naturii, Craiova        | Cimec    |
|      | Gobius melanostomus Pallas 1811; Synonym new Neogobius melanostomus Pallas, 1814                               | Descoperit: jud. CONSTANȚA, AGIGEA Dimensiuni: L-16,4; l-10,2; lb- 1; hc-1,7; lc-2,1; hmax- 2,3; hmin - 1                                                    | Piesă formolizată montată pe plăcuță de sticlă în vas de sticlă în lichid conservant. Corp cilindric anterior și slab comprimat lateral posterior. Ceafa cu sozi cicloizi, prezintă o pată neagră în partea posterioară a primei dorsale. | Muzeul Olteniei. Secția de Științele Naturii, Craiova        | Cimec    |
|      | Tinca tinca (Linnaeus, 1758)                                                                                   | Descoperit: jud. DOLJ, com. BISTREȚ, BISTREȚ Dimensiuni: L - 11cm, l - 8,9cm; lb - 0,7cm; hc - 1,2cm; lc - 2,4cm; hmax - 3,1cm, hmin - 1,5cm.                | Piesă formolizată montată pe plăcuță de sticlă în vas de sticlă în lichid conservant. Corpul moderat comprimat lateral cu un colorit întunecat în zonele nămoloase, rezistent la deficitul de oxigen, preferă apele bogate în macrofite. | Muzeul Olteniei. Secția de Științele Naturii, Craiova        | Cimec    |
|      | Acipenser nudiventris Lovetsky, 1828                                                                           | Descoperit: jud. CONSTANȚA, AGIGEA Dimensiuni: L- 16,7cm; l - 13,4 cm; lb - 2,2 cm; hc - 1 cm; lc - 4,1 cm; hmax - 2,8 cm, hmin - 0,5 cm                     | Piesă formolizată montată pe plăcuță de sticlă în vas de sticlă în lichid conservant. Are corpul alungit, gros în partea anterioară, comprimat lateral în cea posterioară. Botul (rostrul) conic, scurt, rotunjit la vârf, cu 4 mustăți franjurate pe fața inferioară, rotunde în secțiune. Spatele cenușiu închis bătând în brun roșcat, uneori în vânat; flancurile mai deschise; abdomenul alb. | Muzeul Olteniei. Secția de Științele Naturii, Craiova        | Cimec    |
|      | Acipenser sturio Linnaeus, 1758                                                                                | Descoperit: jud. CONSTANȚA, AGIGEA Dimensiuni: L - 25 cm; l - 17,9cm; lb - 2,2cm; hc - 1,3cm; lc - 5,3cm; hmax - 2,8cm; hmin - 0,7cm                         | Piesă formolizată montată pe plăcuță de sticlă în vas de stclă în lichid conservant. Mustăți nefranjurate, inserate mai aproape de gură decât de vârful botului. Scuturile laterale puternic carenate.Spatele galben-cafeniu, uneori cu marmorații verzui, abdomenul alb sau gălbui, flancurile albe, uneori argintii. | Muzeul Olteniei. Secția de Științele Naturii, Craiova        | Cimec    |
|      | Acipenser stellatus Linnaeus, 1758                                                                             | Descoperit: jud. CONSTANȚA, AGIGEA Dimensiuni: L - 15cm; l - 10,9cm; lb - 2,2cm; hc - 0,8cm; lc - 3,7cm; hmax - 1,3cm, hmin - 0,5cm                          | Piesă formolizată montată pe plăcuță de sticlă în vas de sticlă în lichid conservant. Se deosebește de celelalte specii din familia Acipenseridae prin lungimea botului, falca inferioară este întreruptă, iar cea superioară reprezintă circa 60% din lungimea capului. Spatele colorat în negru-brun. | Muzeul Olteniei. Secția de Științele Naturii, Craiova        | Cimec    |
|      | Esox lucius Linnaeus, 1758                                                                                     | Descoperit: jud. DOLJ, com. BISTREȚ, BISTREȚ Dimensiuni: L - 32cm, l - 27,8cm; lb - 3,4cm, hc - 2,9cm; lc - 8,9cm; hmax - 5,1cm; hmin - 2,3cm                | Piesă formolizată montată pe plăcuță de sticlă în vas de sticlă în lichid conservant. Coloritul știucii este cenușiu-verzui sau cenușiu-cafeniu, spatele fiind mai închis, iar flancurile mai deschise. | Muzeul Olteniei. Secția de Științele Naturii, Craiova        | Cimec    |
|      | Misgurnus fossilis (Linnaeus, 1758)                                                                            | Descoperit: jud. DOLJ, com. BUCOVĂȚ, CRAIOVA Dimensiuni: L - 18cm; l - 15,1cm; lb - 0,9cm; hc - 1,5cm; lc - 2,3cm; hmax - 2,2cm; hmin - 1,8cm                | Piesă formolizată montată pe plăcuță de sticlă în vas de sticlă în lichid conservant. Corp slab comprimat lateral, coloritul fundamental a corpului este galben, spatele este brun sau cafeniu închis, abdomenul bate în galben portocaliu sau este roșcat. Pe spate, se află numeroase pete mici verzui-negricioase și dungi închise, dispuse longitudinal. Pe laturi este cafeniu deschis, cu o dungă neagră lată longitudinală, sub această dungă și deasupra ei, sunt numeroase puncte și pete, unele dintre ele contopindu-se și formând alte 2 dungi longitudinale, mai înguste și incomplete. Toate înotătoarele sunt gălbui. | Muzeul Olteniei. Secția de Științele Naturii, Craiova        | Cimec    |
|      | Pelecus cultratus (Linnaeus, 1758)                                                                             | Descoperit: jud. DOLJ, com. BISTREȚ, BISTREȚ Dimensiuni: L - 17,6cm; l - 14,6cm; hc - 1,5cm; lc - 3cm; hmax - 2,9cm; hmin - 1cm.                             | Piesă formolizată montată pe plăcuță de sticlă în vas de sticlă în lichid conservant. Are corpul alungit și puternic comprimat lateral, acoperit cu solzi cicloizi mici și caduci. Spatele este aproape drept, iar abdomenul este arcuit, în formă de muchie de sabie, de unde i se trage și numele de sabiță. Capul este scurt, cu gura mică dispusă superior. patele este albastru ca oțelul călit sau cenușiu-verzui, cu reflexe metalice; iar laturile și abdomenul albe-argintii, bătând câteodată foarte ușor în roșu-trandafiriu. Înotătoarele dorsală și caudală cenușii, celelalte înotătoare cenușii-gălbui cu reflexe roșcate. Irisul este argintiu sau cu luciri aurii. | Muzeul Olteniei. Secția de Științele Naturii, Craiova        | Cimec    |
|      | Barbus barbus (Linnaeus, 1758)                                                                                 | Descoperit: jud. DOLJ, com. IȘALNIȚA, CRAIOVA Dimensiuni: L - 11,3cm;lc - 9cm; lb - 0,8cm, hc - 0,7cm; lc - 2,4cm; hmax - 2,3 cm; hmin - 1cm.                | Piesă formolizată montată pe plăcuță de sticlă în vas de sticlă în lichid conservant. Are corpul alungit, aproximativ cilindric și acoperit cu solzi mărunți. Capul este de mărime mijlocie și alungit. Gura este dispusă subterminal (inferior), cu buze cărnoase și prevăzută cu 4 mustăți. Corpul fără pete sau este acoperit cu pete mici, închise; spatele este verde-măsliniu, flancurile sunt mai deschise, mai gălbui sau ușor aurii, iar abdomenul alb-gălbui. Înotătoarea caudală și dorsală au marginile închise, celelalte înotătoare au marginile roșcate; pe membrana dintre radiile înotătoarelor sunt mici puncte sau pete negre. Mustățile sunt gălbui, cu o axă roșie. | Muzeul Olteniei. Secția de Științele Naturii, Craiova        | Cimec    |
|      | Silurus glanis Linnaeus, 1758                                                                                  | Descoperit: jud. DOLJ, com. BISTREȚ, BISTREȚ Dimensiuni: L -28cm; l - 25,5cm; lb - 1,4cm; hc1,8cm; lc5,5cm; hmax - 4,3cm;hmin - 1,2cm.                       | Piesă formolizată montată pe plăcuță de sticlă în vas de sticlă în lichid conservant.Somnul are un corp lung, cu un cap turtit dorso-ventral; are o gură largă, care are pe laturi două mustăți lungi, sub gură fiind mustăți scurte. Culoarea corpului este albăstruie negricioasă sau verzuie măslinie pe spate, iar abdomenul este de o culoare mai deschisă. | Muzeul Olteniei. Secția de Științele Naturii, Craiova        | Cimec    |
|      | Belone euxini Gunther, 1866                                                                                    | Descoperit: jud. CONSTANȚA, CONSTANȚA Dimensiuni: L - 33,7cm; l - 3,8cm; lb - 7cm, hc - 1,2cm, lc - 9,4cm; hmax - 1,8cm; hmin - 0,6cm.                       | Piesă formolizată montată pe plăcuță de sticlă în vas de sticlă în lichid conservant.Corpul alungit și gros cu solzi mici, bot lung, coloritul dorsal albăstrui cu reflexe metalice puternice, o dungă întunecată pe linia mediană a spatelui. | Muzeul Olteniei. Secția de Științele Naturii, Craiova        | Cimec    |
|      | Philomachus pugnax (Linnaeus, 1758)                                                                            | Descoperit: jud. TIMIȘ, com. SĂCĂLAZ, SĂCĂLAZ Dimensiuni: Lt - 250 mm, Ci - 34 mm, A - 190 mm, C – 74 mm, T - 51 mm                                          | piesa este naturalizată în poziție statică, cu aripile apropiate de corp, iar capul și ciocul sunt orientate în sus; lipsește vârful ciocului, iar penajul de pe ceafă este ușor detriorat; se menține aspectul și coloritul natural al penajului nupțial specific masculilor acestei specii; piesa este montată pe suport plat din lemn. | Muzeul Olteniei. Secția de Științele Naturii, Craiova        | Cimec    |
|      | Gavia stellata (Pontoppidan, 1763)                                                                             | Descoperit: jud. TIMIȘ, com. GIROC, GIROC Dimensiuni: Lt - 660 mm, Ci - 57 mm, A - 294 mm, C – 35 mm, T - 72 mm                                              | piesa este naturalizată în poziție verticală, cu aripile apropiate de corp; penajul își menține coloritul natural; ghearele sunt ușor deteriorate; lipsesc ambii ochi; piesa este montată împreună cu un alt exemplar al speciei (nr.inv. 135/1313) | Muzeul Olteniei. Secția de Științele Naturii, Craiova        | Cimec    |
|      | Gavia stellata (Pontoppidan, 1763)                                                                             | Descoperit: jud. TIMIȘ, com. GIROC, GIROC Dimensiuni: Lt - 735 mm, Ci - 53 mm, A - 295 mm, C – 36 mm, T - 80 mm.                                             | piesa este naturalizată în poziție statică semiverticală, cu aripile apropiate de corp; sunt păstrate aspectul morfologic general și coloritul natural al penajului speciei; piesa este montată pe suport plat de lemn, împreună cu un alt reprezentant al aceleiași specii (nr.inv. 134/1312) | Muzeul Olteniei. Secția de Științele Naturii, Craiova        | Cimec    |
|      | Philomachus pugnax (Linnaeus, 1758)                                                                            | Descoperit: jud. DOLJ, com. MĂCEȘU DE JOS, MĂCEȘU DE JOS Dimensiuni: Lt - 312 mm, Ci - 35 mm, A - 189 mm, C – 76 mm, T - 50 mm                               | piesa este naturalizată în poziție statică, cu aripile apropiate de corp, iar capul și ciocul sunt orientate înainte; se menține aspectul și coloritul natural al penajului specific speciei înainte de sezonul de reproducere; piesa este montată pe suport plat din lemn. | Muzeul Olteniei. Secția de Științele Naturii, Craiova        | Cimec    |
|      | Sterna caspia Pallas, 1770                                                                                     | Descoperit: jud. DOLJ, com. BISTREȚ, BISTREȚ Dimensiuni: Lt - 498 mm, Ci - 55 mm, A - 395 mm, C – 140 mm, T - 48 mm.                                         | piesa este naturalizată în poziție statică, cu aripile apropiate de corp; la piciorul stâng are montat un inel de metal cu inscripția Finlanda, C228520; se menține aspectul general și coloritul natural al penajului speciei; piesa este montată pe suport plat din lemn. | Muzeul Olteniei. Secția de Științele Naturii, Craiova        | Cimec    |
|      | Glareola pratincola pratincola (Linnaeus, 1766)                                                                | Descoperit: jud. DOLJ, com. BISTREȚ, BISTREȚ Dimensiuni: Lt - 260 mm, Ci - 17 mm, A - 187 mm, C – 113 mm, T - 31 mm                                          | piesa este preparată ca balg, cu aripile apropiate de corp; sunt păstrate aspectul și coloritul natural al penajului speciei; | Muzeul Olteniei. Secția de Științele Naturii, Craiova        | Cimec    |
|      | Asio otus otus (Linnaeus, 1758)                                                                                | Descoperit: jud. DOLJ, com. BISTREȚ, BISTREȚ Dimensiuni: Lt - 320 mm, Ci - 27 mm, A - 287 mm, C – 133 mm, T - 30 mm                                          | piesa este naturalizată în poziție statică, cu aripile apropiate de corp; se menține aspectul și coloritul natural al penajului speciei; piesa este montată pe fragment de ramură de copac fixată pe suport din lemn. | Muzeul Olteniei. Secția de Științele Naturii, Craiova        | Cimec    |
|      | Anas penelope Linnaeus, 1758                                                                                   | Descoperit: jud. DOLJ, com. CIUPERCENII NOI, Ciupercenii Vechi Dimensiuni: Lt - 460 mm, Ci - 35 mm, A - 250 mm, C – 115 mm, T - 35 mm                        | piesa este naturalizată în poziție statică, cu aripile apropiate de corp; sunt păstrate aspectul morfologic general și coloritul natural al penajului speciei; piesa este montată pe suport plat din lemn. | Muzeul Olteniei. Secția de Științele Naturii, Craiova        | Cimec    |
|      | Tyto alba guttata (C. L. Brehm, 1831)                                                                          | Descoperit: jud. DOLJ, com. COȘOVENI, COȘOVENI Dimensiuni: Lt - 322 mm, Ci - 26 mm, A - 281 mm, C – 136 mm, T - 60 mm                                        | piesa este naturalizată în poziție statică, cu aripile apropiate de corp; se menține aspectul și coloritul natural al penajului speciei; piesa este montată pe fragment de ramură de copac fixată pe suport din lemn. | Muzeul Olteniei. Secția de Științele Naturii, Craiova        | Cimec    |
|      | Anas penelope Linnaeus, 1758                                                                                   | Descoperit: jud. DOLJ, com. CIUPERCENII NOI, CIUPERCENII NOI Dimensiuni: Lt - 525 mm, Ci - 37 mm, A - 294 mm, C – 98 mm, T - 35 mm                           | piesa este naturalizată în poziție statică, cu aripile depărtate de corp și capul ușor orientat către stânga; sunt păstrate aspectul morfologic general și coloritul natural al penajului speciei; piesa este montată pe o secțiune de trunchi de copac. | Muzeul Olteniei. Secția de Științele Naturii, Craiova        | Cimec    |
|      | Anas clypeata Linnaeus, 1758                                                                                   | Descoperit: jud. DOLJ, com. IȘALNIȚA, IȘALNIȚA Dimensiuni: Lt - 408 mm, Ci - 72 mm, A - 229 mm, C – 76 mm, T - 34 mm                                         | piesa este naturalizată în poziție statică, cu aripile apropiate de corp, iar capul orientat înainte; sunt păstrate aspectul morfologic general și coloritul natural al penajului speciei; piesa este montată pe suport plat din lemn. | Muzeul Olteniei. Secția de Științele Naturii, Craiova        | Cimec    |
|      | Asio flammeus flammeus (Pontoppidan, 1763)                                                                     | Descoperit: jud. DOLJ, com. MURGAȘI, MURGAȘI Dimensiuni: Lt - 371 mm, Ci - 23 mm, A - 327 mm, C – 168 mm, T - 42 mm                                          | piesa este naturalizată în poziție statică, cu aripile apropiate de corp; sunt păstrate aspectul morfologic general și coloritul natural al penajului speciei; piesa este montată pe suport dreptunghiular din lemn. | Muzeul Olteniei. Secția de Științele Naturii, Craiova        | Cimec    |
|      | Anas clypeata Linnaeus, 1758                                                                                   | Descoperit: jud. DOLJ, com. CIUTURA, CIUTURA Dimensiuni: Lt - 382 mm, Ci - 67 mm, A - 238 mm, C – 76 mm, T - 43 mm                                           | piesa este naturalizată în poziție statică, cu aripile apropiate de corp, iar capul orientat înainte; sunt păstrate aspectul morfologic general și coloritul natural al penajului speciei; piesa este montată pe suport plat din lemn. | Muzeul Olteniei. Secția de Științele Naturii, Craiova        | Cimec    |
|      | Tyto alba guttata (C. L. Brehm, 1831)                                                                          | Descoperit: jud. DOLJ, com. BISTREȚ Dimensiuni: Lt - 330 mm, Ci - 22 mm, A - 253 mm, C – 113 mm, T - 50 mm                                                   | piesa este naturalizată în poziție statică, cu aripile apropiate de corp; sunt păstrate aspectul morfologic general și coloritul natural al penajului speciei; piesa este montată pe două suporturi din lemn suprapuse. | Muzeul Olteniei. Secția de Științele Naturii, Craiova        | Cimec    |
|      | Circus aeruginosus aeruginosus (Linnaeus, 1758)                                                                | Descoperit: jud. DOLJ, com. CÂRNA (Dunăreni) Dimensiuni: Lt - 535 mm, Ci - 30 mm, A - 410 mm, C – 250 mm, T - 95 mm                                          | piesa este naturalizată în poziție statică, cu aripile depărtate de corp și ciocul întredeschis; sunt păstrate aspectul morfologic general și coloritul natural al penajului speciei; piesa este montată pe trunchi de copac fixat pe suport din lemn. | Muzeul Olteniei. Secția de Științele Naturii, Craiova        | Cimec    |
|      | Circus cyaneus cyaneus (Linnaeus, 1766)                                                                        | Descoperit: jud. DOLJ, SEGARCEA Dimensiuni: Lt - 496 mm, Ci - 14 mm, A - 380 mm, C – 272 mm, T - 80 mm                                                       | piesa este naturalizată în poziție statică, cu aripile ușor depărtate de corp; sunt păstrate aspectul morfologic general și coloritul natural al penajului speciei; piesa este montată pe suport din lemn mascat cu mușchi de copac. | Muzeul Olteniei. Secția de Științele Naturii, Craiova        | Cimec    |
|      | Circus cyaneus cyaneus (Linnaeus, 1766)                                                                        | Descoperit: jud. DOLJ, com. CÂRNA, DUNĂRENI (CÂRNA) Dimensiuni: Lt - 544 mm, Ci - 28 mm, A - 350 mm, C – 242 mm, T - 70 mm                                   | piesa este naturalizată cu aripile îndepărtate de corp; sunt păstrate aspectul morfologic general și coloritul natural al penajului speciei; piesa este montată pe suport din lemn mascat cu mușhi și scoarță de copac | Muzeul Olteniei. Secția de Științele Naturii, Craiova        | Cimec    |
|      | Corvus monedula soemmeringii Fischer, 1811                                                                     | Descoperit: jud. DOLJ, CRAIOVA Dimensiuni: Lt - 317 mm, Ci - 30 mm, A - 220 mm, C – 122 mm, T - 50 mm                                                        | piesă naturalizată cu aripile apropiate de corp, în picioare (poziție statică); penajul de obicei închis la culoare (gri-întunecat spre negru este parțial depigmentat (albinism parțial datorat unei insuficiențe native de pigmentație); piesa este montată pe crenguță naturală fixată pe suport de lemn. | Muzeul Olteniei. Secția de Științele Naturii, Craiova        | Cimec    |
|      | Buteo rufinus rufinus (Cretzschmar, 1827)                                                                      | Descoperit: jud. DOLJ, com. BISTREȚ, BISTREȚ Dimensiuni: Lt - 570 mm, Ci - 22 mm, A - 415 mm, C – 235 mm, T - 77 mm.                                         | piesa este preparată ca balg, cu aripile apropiate de corp; se menține coloritul natural al penajului speciei; | Muzeul Olteniei. Secția de Științele Naturii, Craiova        | Cimec    |
|      | Anas acuta acuta Linnaeus, 1758                                                                                | Descoperit: jud. DOLJ, com. (DUNĂRENI) CÂRNA, (DUNĂRENI) CÂRNA Dimensiuni: Lt - 695 mm, Ci - 49 mm, A - 272 mm, C – 200 mm, T - 44 mm                        | piesa este naturalizată în poziție statică, cu aripile apropiate de corp , iar capul ușor orientat către stânga; ambii ochi sunt lipsă; sunt păstrate aspectul morfologic general și coloritul natural al penajului speciei; piesa este montată pe suport plat din lemn. | Muzeul Olteniei. Secția de Științele Naturii, Craiova        | Cimec    |
|      | Asio flammeus flammeus (Pontoppidan, 1763)                                                                     | Descoperit: jud. DOLJ, com. PERIȘOR, PERIȘOR Dimensiuni: Lt - 360 mm, Ci - 13 mm, A - 310 mm, C – 153 mm, T - 55 mm.                                         | piesa este naturalizată în poziție statică, cu aripile apropiate de corp; sunt păstrate aspectul morfologic general și coloritul natural al penajului speciei; piesa este montată pe două suporturi din lemn suprapuse. | Muzeul Olteniei. Secția de Științele Naturii, Craiova        | Cimec    |
|      | Aythya nyroca (Güldenstädt, 1770)                                                                              | Descoperit: jud. DOLJ, com. CÂRNA, CÂRNA (DUNĂRENI) Dimensiuni: Lt - 375 mm, Ci - 38 mm, A - 180 mm, C – 57 mm, T - 40 mm                                    | piesa este naturalizată cu aripile apropiate de corp; sunt păstrate aspectul morfologic general și coloritul natural al penajului speciei; piesa este montată pe suport plat din lemn. | Muzeul Olteniei. Secția de Științele Naturii, Craiova        | Cimec    |
|      | Tyto alba guttata (C. L. Brehm, 1831)                                                                          | Descoperit: jud. DOLJ, MĂCEȘU DE SUS Dimensiuni: Lt - 330 mm, Ci - 17 mm, A - 300 mm, C – 125 mm, T - 65 mm.                                                 | piesa este naturalizată cu aripile îndepărtate de corp; sunt păstrate aspectul morfologic general și coloritul natural al penajului speciei; piesa este montată pe fragment de trunchi de copac și se află expusă în cadrul expoziției de bază ,,Flora și fauna Olteniei,, de la sediul Secției de Științele Naturii. | Muzeul Olteniei. Secția de Științele Naturii, Craiova        | Cimec    |
|      | Mergus albellus Linnaeus, 1758                                                                                 | Descoperit: jud. DOLJ, CRAIOVA Dimensiuni: Lt - 357 mm, Ci - 26 mm, A - 180 mm, C – 70 mm, T - 37 mm                                                         | piesa este naturalizată în poziție statică, cu aripile apropiate de corp, iar capul orientat către stânga; sunt păstrate aspectul morfologic general și coloritul natural al penajului speciei; piesa este montată pe suport plat din lemn. | Muzeul Olteniei. Secția de Științele Naturii, Craiova        | Cimec    |
|      | Crex crex (Linnaeus, 1758)                                                                                     | Descoperit: jud. DOLJ, com. MALU MARE, MALU MARE Dimensiuni: Lt - 280 mm, Ci - 18 mm, A - 135 mm, C – 50 mm, T - 41 mm                                       | piesa este naturalizată în poziție statică cu aripile apropiate de corp, iar capul ușor orientat în sus și într-o parte; sunt păstrate aspectul morfologic general și coloritul natural al penajului speciei; piesa este montată pe suport plat din lemn. | Muzeul Olteniei. Secția de Științele Naturii, Craiova        | Cimec    |
|      | Acicula (Platyla) polita oedogira (Paladilhe, 1862)                                                            | Descoperit: jud. Vâlcea Dimensiuni: Î = 3; LA = 1,2 | Cochilie cilindric turiculată, mică, sveltă, netedă, lucioasă, transparentă, de culoare roșie, cu sutura superficială; peristomul prevăzut cu o îngroșare cervicală, în apropiere de marginea aperturei. | Muzeul Olteniei. Secția de științele naturii, Craiova        | Cimec    |
|      | Potamopyrgus jenkinsi (Smith, 1889)                                                                            | Descoperit: jud. Tulcea, Sulina Dimensiuni: Î = 5; LA = 2,5                                                                                                  | Cochilie oval-ascuțită, relativ rezistentă, transparentă; anfractele bine curbate, la mijlocul cărora se găsește un brâu filiform, format din perișori chitinoși; peristomul de culoare închisă. | Muzeul Olteniei. Secția de științele naturii, Craiova        | Cimec    |
|      | Bithynia leachi (Sheppard, 1823)                                                                               | Descoperit: jud. Tulcea, Letea Dimensiuni: Î = 6; LA = 4 | Cochilie mică, sveltă, de culoare cenușiu-gălbuie, mată; anfractele foarte mult curbate, cu sutura adâncă și peristom negricios. Specie paleartică. | Muzeul Olteniei. Secția de științele naturii, Craiova        | Cimec    |
|      | Clessiniolla variabilis (Eichward, 1855)                                                                       | Descoperit: Republica Moldova Dimensiuni: Î = 9; LA = 4 | Cochilie oval-globuloasă, netedă, groasă, rezistentă, lucioasă; are 4 anfracte bine curbate, ultimul mult mai dezvoltat, mai dilatat, iar peretele columelar îngroșat; marginea externă a aperturei bine ondulată, caracter întâlnit la toate micromelanidele. | Muzeul Olteniei. Secția de științele naturii, Craiova        | Cimec    |
|      | Micromelania (Turricaspia) spica (Eichwald, 1855)                                                              | Descoperit: jud. Tulcea, Babadag Dimensiuni: Î = 10; LA = 3                                                                                                  | Cochilie alungit-turiculată, sveltă, formată din 9 anfracte care cresc regulat, cu apexul foarte ascuțit, ultimul puțin mai dezvoltat, iar curbura acestora distinsă, cu sutura destul de adâncă. | Muzeul Olteniei. Secția de științele naturii, Craiova        | Cimec    |
|      | Rissoa splendida (Eichwald, 1838)                                                                              | Descoperit: jud. Constanța, Agigea Dimensiuni: Î = 6; LA = 3                                                                                                 | Cochilie oval-conică, solidă, rezistentă, cu 6 anfracte ușor curbate, de culoare brun-roșcat; apexul și partea internă a peristomului sunt colorate albastru-violet ca ametistul. | Muzeul Olteniei. Secția de științele naturii, Craiova        | Cimec    |
|      | Amphimelania holandri (C. Pfeiffer, 1828)                                                                      | Descoperit: jud. Caraș-Severin, Sasca Montană Dimensiuni: Î = 16; LA = 10                                                                                    | Cochilie ovală, rezistentă, de culoare brun-gălbuie cu 3 dungi brune; are 7 anfracte, bine curbate, ultimul mai dilatat, netede, care în partea superioară se termină cu ridicături mamelonate. Apertura este largă, ovală; columela este de obicei închis colorată, iar operculul cornos, spiralat, format din 2 ture. Specie endemică. | Muzeul Olteniei. Secția de științele naturii, Craiova        | Cimec    |
|      | Melanopsis parreyssii (Philippi, 1847)                                                                         | Descoperit: jud. Bihor, Oradea Dimensiuni: Î = 18; LA = 8 | Cochilia oval - turiculată, rezistentă, cu spira distinctă și cele 7 anfracte dispuse sub formă de trepte. Apertura este oval - rotundă, de culoare brun-închis. Specie endemică și relictă în lacul Pețea. | Muzeul Olteniei. Secția de științele naturii, Craiova        | Cimec    |
|      | Bittium reticulatum (Da Costa, 1779)                                                                           | Descoperit: jud. Tulcea, Letea Dimensiuni: Î = 15; LA = 4 | Cochilie sveltă, turiculată, cu 10 anfracte convexe, cu 4 rânduri de mameloane spirale; apertura fără canal sifonal. Specie comună în dreptul litoralului românesc. | Muzeul Olteniei. Secția de științele naturii, Craiova        | Cimec    |
|      | Cerithium vulgatum (Bruguere, 1789)                                                                            | Descoperit: jud. Tulcea, Letea Dimensiuni: Î = 16; LA = 4 | Cochilie ascuțit-alungit-turiculată, solidă, de culoare brun-albicioasă, cu dungi închise; are 14 anfracte cu coaste și noduli; apertura cu canal sifonal, iar marginea columelară mult îngroșată. | Muzeul Olteniei. Secția de științele naturii, Craiova        | Cimec    |
|      | Biforina perversa (Linnaeus, 1758)                                                                             | Descoperit: jud. Constanța, Agigea Dimensiuni: Î = 12; LA = 2                                                                                                | Cochilie senestră, alungit-turiculată, cu 16 anfracte ornamentate cu 3 rânduri de noduli, dispuși în spirală; culoarea este brun-roșcată, iar canalul sifonal este ușor curbat. Este frecventă în thanatocenoză în dreptul litoralului românesc. | Muzeul Olteniei. Secția de științele naturii, Craiova        | Cimec    |
|      | Cerithidium pusillum (Jeffreys, 1856)                                                                          | Descoperit: jud. Constanța, Agigea Dimensiuni: Î = 6,5; LA = 2,5                                                                                             | Cochilie alungit-turiculată, sveltă, nelucioasă, de culoare brun-închis, cu 13 anfracte prevăzute cu șnururi subțiri, iar sutura adâncă; șnururile lipsesc pe ultimul anfract, iar apertura este rotundă, simplă, fără prelungure sifonală. | Muzeul Olteniei. Secția de științele naturii, Craiova        | Cimec    |
|      | Trophonopsis breviatus (Jeffreys, 1882)                                                                        | Descoperit: jud. Constanța, Agigea Dimensiuni: Î = 12; LA = 6                                                                                                | Cochilie oval-fusiformă, cu 6 anfracte bine curbate, separate printr-o sutură adâncă, cu spira turiculată; ultimul anfract se prelungește cu un canal sifonal; culoarea este alb-gălbuie, prezent fiind și un perioostracum subțire. Specie endemică în Marea Neagră. | Muzeul Olteniei. Secția de științele naturii, Craiova        | Cimec    |
|      | Cyclope donovani (Risso, 1826)                                                                                 | Descoperit: jud. Constanța, Agigea Dimensiuni: Î = 6; LA = 11                                                                                                | Cochilie oval-turtită, cu spira ridicată, iar partea inferioară plată; ultimul anfract foarte dezvoltat, acoperind aproape complet spira; colorația este foarte variată și constă dintr-un câmp alb-gălbui. | Muzeul Olteniei. Secția de științele naturii, Craiova        | Cimec    |
|      | Calyptraea chinensis (Linnaeus, 1758)                                                                          | Descoperit: jud. Constanța, Agigea Dimensiuni: Î = 6; LA = 20                                                                                                | Cochilie conică, cu apertura foarte largă, rotundă, cu apexul central semispiral, de culoare alb spre cenușiu. | Muzeul Olteniei. Secția de științele naturii, Craiova        | Cimec    |
|      | Cythara (Cytharella) costata (Pennant, 1774) syn. Mangelia pontica (M.)                                        | Descoperit: jud. Constanța, Agigea Dimensiuni: Î = 9; LA = 3                                                                                                 | Cochilie fusiformă, de culoare galbenă și cu o bandă albicioasă de-a lungul suturii, cu 9 anfracte prevăzute cu coaste longitudinale, relativ rari; apertura îngust-lanceolată, cu marginea externă întărită la exterior, mult îngroșată peste peristom, cu canalul sifonal scurt. | Muzeul Olteniei. Secția de științele naturii, Craiova        | Cimec    |
|      | Retusa truncatula (Bruguere, 1792)                                                                             | Descoperit: jud. Constanța, Portița Dimensiuni: Î = 7; LA = 3,3                                                                                              | Cochilie aproape cilindrică, cu spira puțin adâncită, de culoare alb-lăptoasă; anfractele bine vizibile la capătul superior, trunchiat, ultimul anfract mărit; apertura depășește apexul, este piriformă, cu marginea columelară răsfrântă. | Muzeul Olteniei. Secția de științele naturii, Craiova        | Cimec    |
|      | Cylichnina variabilis (Milaschewitch, 1909)                                                                    | Descoperit: jud. Constanța, Portița Dimensiuni: Î = 3,5; LA = 2                                                                                              | Cochilie aproape cilindric-ovală, cu ombilicul adânc și ultimul anfract foarte dezvoltat. Suprafața este netedă, iar culoarea lăptoasă. | Muzeul Olteniei. Secția de științele naturii, Craiova        | Cimec    |
|      | Carychium minimum (O. F. Muller, 1774)                                                                         | Descoperit: jud. Vrancea, Ciorăni Dimensiuni: Î = 2; LA = 1                                                                                                  | Cochilie ovoid-alungită, mai puțin sveltă, cu suprafața cu striuri dese, distinse; apertura cu 3 dinți. | Muzeul Olteniei. Secția de științele naturii, Craiova        | Cimec    |
|      | Planorbis carinatus (O.F. Muller, 1774)                                                                        | Descoperit: jud. Tulcea, Maliuc Dimensiuni: Î = 3,2; LA = 15                                                                                                 | Cochilie mult aplatizată, discoidală, cu 4 anfracte, ultimul aproape dublu de lat față de penultimul; este subțire, rezistentă, lucioasă, de culoare galben-roșcat. Specie europeană, în Romania întâlnită mai rar, frecventa mai ales în Delta Dunarii. | Muzeul Olteniei. Secția de Științele Naturii, Craiova        | Cimec    |
|      | Succinea putris (Linnaeus, 1758)                                                                               | Descoperit: jud. Prahova, Sinaia Dimensiuni: Î = 16; LA = 8                                                                                                  | Cochilie oval-alungită, cu spira scurtă, formată din 3-5 anfracte bine curbate, ultimul fiind mare și dilatat; apertura largă cu peristomul subțire iar marginea columelară puțin rasfrântă, de culoare închisă. Specie europeană, comună în toate provinciile din România. | Muzeul Olteniei. Secția de Științele Naturii, Craiova        | Cimec    |
|      | Mammuthus primigenius (Blumenbach, 1803)                                                                       | Descoperit: jud. Dolj, com. Malu Mare, Malu Mare Dimensiuni: L = 265 mm; LA = 91 mm; Î = 153 mm                                                              | Molarul este reconstituit din patru fragmente, având în total 24 de lamele și un talon anterior. Partea superioară a lamelelor 13-15 este deteriorată. Grosimea medie a emailului este de 2 mm, iar frecvența lamelară 9. Primele 12 lamele sunt intrate în uz, având contur de email continuu, talonul anterior și jumătatea labială a primei lamele fiind complet uzate. Între lamelele 8-9 și 10-11, spre partea linguală se găsește câte un tubercul interlamelar. Cimentul brun acoperă părțile laterale ale molarului, fiind mai abundent spre partea anterioară și pe suprafața ocluzală a lamelelor neintrate în uz. Rădăcinile sunt parțial păstrate. | Muzeul Olteniei. Secția de Științele Naturii, Craiova        | Cimec    |
|      | Mammuthus primigenius (Blumenbach, 1803)                                                                       | Descoperit: jud. Dolj, com. Filiași, Răcarii de Sus Dimensiuni: L = 253 mm; LA = 82 mm; Î = 179 mm                                                           | Molar masiv, reconstituit din două fragmente. Molarul are un talon anterior fragmentat și de 22 de lamele. Primele 7 lamele sunt intrate în uz. Lamelele 8, 9 și 12 au partea superioară deteriorată. Primele 6 lamele au conturul de email continuu, cea de-a șaptea fiind formată din insule și tuberculi. Emailul cu tendințe de exfoliere, are o grosime medie de 1,9 mm. Frecvența lamelară este 9. Se remarcă prezența unei puternice formațiuni de tuberculi secundari la partea linguală, acoperită în mare parte de un ciment alb, care lipsește în rest. | Muzeul Olteniei. Secția de Științele Naturii, Craiova        | Cimec    |
|      | Mammuthus primigenius (Blumenbach, 1803)                                                                       | Descoperit: jud. Dolj, com. Malu Mare, Malu Mare Dimensiuni: L = 110 mm; LA = 90 mm; Î = 115 mm                                                              | Fragmentul păstrează 9 lamele, dintre care 8 întregi și o jumătate din cea de-a noua. Primele șase lamele sunt intrate în uz și au emailul continuu. Suprafața ocluzală este parțial acoperită de material grezos. Grosimea medie a emailului este 2,1 mm, iar frecvența lamelară 8. Cimentul cenușiu acoperă abundent părțile laterale ale molarului. | Muzeul Olteniei. Secția de Științele Naturii, Craiova        | Cimec    |
|      | Mammuthus primigenius (Blumenbach, 1803)                                                                       | Descoperit: jud. Dolj, com. Țuglui, Țuglui Dimensiuni: L =192 mm; LA = 83 mm; Î = 150 mm                                                                     | Se păstrează 17 lamele și un talon anterior, ultimele două lamele fiind ușor deteriorate. Grosimea medie a emailului este de 2 mm, iar frecvența lamelară este 9. Talonul și primele 8 lamele sunt intrate în uz; primele trei lamele au contur de email continuu, următoarele fiind formate din peninsule și digitații apicale. Cimentul, în cantitate redusă, umple spațiile interlamelare 1-7, diminuând treptat spre ultimele lamele, mutându-se practic pe suprafața ocluzală, pe care o acoperă între lamelele 8-15. Culoarea molarului este brună cu pete negricioase. | Muzeul Olteniei. Secția de Științele Naturii, Craiova        | Cimec    |
|      | Mammuthus primigenius (Blumenbach, 1803)                                                                       | Descoperit: jud. Dolj, com. Fărcaș, Amărăști, La dig Dimensiuni: L = 258 mm; LA = 99 mm; Î = 196 mm                                                          | Molarul este incomplet, se păstrează 17 lamele, posibil ca una sau două să fie lipsă; lamelele 16 și 17 se păstrează fragmentar. Primele 11 lamele sunt intrate în uz, din cauza emailului foarte deteriorat, cu tendințe de exfoliere, fiind dificil de stabilit continuitatea conturului lamelelor. Grosimea medie a emailului este 2 mm, iar frecvența lamelară 7. Molarul are aspect masiv, datorită abundenței cimentului cenușiu-albicios care acoperă părțile laterale, și a rădăcinilor, aproape întregi. | Muzeul Olteniei. Secția de Științele Naturii, Craiova        | Cimec    |
|      | Mammuthus primigenius (Blumenbach, 1803)                                                                       | Descoperit: jud. Dolj, com. Filiași, Răcarii de Sus Dimensiuni: L = 183 mm; LA = 83 mm; Î = 118 mm                                                           | Molar descoperit la Răcari (jud. Dolj), reconstituit din patru fragmente numărând împreună 15 lamele, toate intrate în uz, primele 5 având conturul de email continuu. Partea linguală a lamelelor 4-7 și 8-15 este deteriorată. La partea anterioară a molarului se poate observa suprafața de presă la contactul cu M1. Grosimea emailului este de 1,7 mm, iar frecvența lamelară 9. Cimentul este prezent în cantitate extrem de redusă. Culoarea molarului este alb-cenușie. | Muzeul Olteniei. Secția de Științele Naturii, Craiova        | Cimec    |
|      | Mammuthus primigenius (Blumenbach, 1803)                                                                       | Descoperit: jud. Dolj, com. Filiași, Răcarii de Sus Dimensiuni: L = 184 mm; LA = 80 mm; Î = 119 mm                                                           | Molar de mamut compus din trei fragmente numărând în total 14 lamele și un talon anterior. Lipsește un fragment de la partea posterioară. Talonul și primele 11 lamele sunt intrate în uz, primele cinci lamele au conturul de email continuu, următoarele 6 fiind compuse din insule și/sau tuberculi. Emailul este deteriorat și are tendințe de exfoliere. Grosimea emailului 1,8 mm, iar frecvența lamelară 9. Cimentul este prezent numai labial, la partea anterioară. Culoarea este alb-cenușie. | Muzeul Olteniei. Secția de Științele Naturii, Craiova        | Cimec    |
|      | Mammuthus primigenius (Blumenbach, 1803)                                                                       | Descoperit: jud. Ilfov, com. BUCUREȘTI, Herăstrău Dimensiuni: L = 223 mm LA = 90 mm; Î = 164 mm                                                              | Molarul este masiv, aproape complet, format din 16 lamele, lipsind numai o jumătate de lamelă de la partea anterioară și probabil o singură lamelă de la cea posterioară. 10 lamele sunt intrate în uz, dintre care 7 au conturul de email continuu. Grosimea medie a emailului este 2,5 mm, iar frecvența lamelară 7. Cimentul este prezent pe părțile laterale și acoperă suprafața ocluzală dintre lamelele 11-15, neintrate în uz. Culoarea molarului este cenușie cu largi pete negricioase. Dată fiind grosimea mare a emailului și frecvența lamelară redusă, este posibil ca acest molar să fi aparținut unei forme de Mammuthus primigenius mai puțin evoluate. | Muzeul Olteniei. Secția de Științele Naturii, Craiova        | Cimec    |
|      | Mammuthus primigenius (Blumenbach, 1803)                                                                       | Descoperit: jud. Dolj, com. Terpezița, Căciulatu Dimensiuni: L = 170 mm; LA = 81 mm; Î = 50 mm                                                               | Cu excepția unor ușoare deteriorări care afectează cea de-a 14 lamelă și talonul, molarul este excelent păstrat. Primele două lamele sunt complet uzate, celelalte având conturul de email continuu. Molarul este mult mai uzat la partea facială, între aceasta și partea labială existând o diferență de înălțime de cca 10 mm. Rădăcinile sunt în mare parte păstrate. Culoarea molarului este brună, cimentul, abundent pe părțile laterale având o culoare alb-cenușie. | Muzeul Olteniei. Secția de Științele Naturii, Craiova        | Cimec    |
|      | Mammuthus primigenius (Blumenbach, 1803)                                                                       | Descoperit: jud. Dolj, com. Terpezița, Căciulatu Dimensiuni: L = 107 mm; LA = 90 mm; Î = 85 mm                                                               | Fragmentul este format din primele 8 lamele, dintre care prima și ultima sunt păstrate parțial. Toate lamelele sunt intrate în uz, având conturul de email continuu. Grosimea emailului este de 2 mm, iar frecvența lamelară 8. Cimentul este prezent și are culoarea brună. | Muzeul Olteniei. Secția de Științele Naturii, Craiova        | Cimec    |
|      | Mammuthus primigenius (Blumenbach, 1803)                                                                       | Descoperit: jud. Olt, com. Cilieni, Cilieni Dimensiuni: L = 171 mm; LA = 78 mm; Î = 109 mm                                                                   | Molar reconstituit din trei fragmente. Se păstrează 13 lamele posterioare, primele 7 fiind intrate în uz. Emailul primelor două lamele este continuu, cel al lamelelor 3 și 4 nu poate fi examinat, fiind deteriorat în cursul unei restaurări defectuoase, iar cel al lamelelor următoare este format din insule și tuberculi. Părțile laterale ale molarului sunt deteriorate. Dimensiunile fragmentului sunt următoarele: lungimea 171 mm, lățimea maximă 78,8 mm, înălțimea maximă 109,3 mm. Grosimea medie a emailului este 2 mm, iar frecvența lamelară 8. Cimentul este prezent în cantitate mică la partea anterioară, diminuând progresiv, astfel încât ajunge să lipsească în jumătatea posterioară. Culoarea molarului este albă. | Muzeul Olteniei. Secția de Științele Naturii, Craiova        | Cimec    |
|      | Mammuthus primigenius (Blumenbach, 1803)                                                                       | Descoperit: jud. Dolj, com. Bucovăț, Cârligei Dimensiuni: L = 190 mm; LA = 82 mm; Î = 129 mm                                                                 | Molar reconstituit din două fragmente numărând împreună 16 lamele. Este aproape complet, lipsind numai o jumătate de lamelă. 12 lamele sunt intrate în uz, primele 4 având conturul de email continuu. Grosimea emailului este 2,4 mm, iar frecvența lamelară 8. Cimentul este prezent la partea anterioară, diminuând progresiv, aproape lipsind la partea posterioară. Culoarea molarului este galben-brună. | Muzeul Olteniei. Secția de Științele Naturii, Craiova        | Cimec    |
|      | Mammuthus meridionalis (Nesti, 1825)                                                                           | Descoperit: jud. Dolj, com. Leu, Leu, Valea Frasinului - Cariera de pietriș Dimensiuni: L = 125 mm; LA = 145 mm; Î = 72 mm                                   | Os reconstituit din două fragmente, cu mici deteriorări ale suprafeței de unire. Forma poate fi asimilată cu a unui triunghi, cu o apofiză caracteristică, în formă de cioc, spre partea laterală. Are două extremități și trei fețe. Extremitatea proximală are o fațetă concavă latero-medial și ușor convexă dorso-palmar, servind la articularea cu ulna. Extremitatea distală are o fațetă cu suprafața ondulată, concavă palmar, pentru articularea cu unciformul. De-a lungul marginii dorsale a apofizei apare încă o fațetă, alungită, dispusă în unghi față de precedenta și servind la articularea cu metacarpul V. Fața dorsală este convexă, rugoasă, cu un contur vălurit proximal și de arc de cerc distal. Fața medială prezită o fațetă eliptică pentru articularea cu semilunarul și un șanț larg și rugos. Fața palmară prezintă o fațetă triunghiulară pentru articularea cu pisiformul și un tubercul. | Muzeul Olteniei. Secția de Științele Naturii, Craiova        | Cimec    |
|      | Mammuthus meridionalis (Nesti, 1825)                                                                           | Descoperit: jud. Dolj, com. Leu, Leu, Valea Frasinului - Cariera de pietriș Dimensiuni: L = 152 mm ; Lățime = 113 mm; Î = 97 mm                              | Os întreg, excelent conservat. Are o formă aproape paralelipipedică și prezintă două extremități și patru fețe: extremitatea proximală, cu o formă de paralelogram, este în întregime ocupată de o fațetă ondulată, care se continuă puțin și pe fața palmară, pentru articularea cu semilunarul. Extremitatea distală prezintă două fațete de articulare, una mai mare, pentru articularea cu metatarsul III, alta ceva mai mică, pentru articularea cu metatarsul II. Cele două fațete sunt separate de o creastă dorso-palmară. Fața dorsală, cu o formă de trapez cu baza mică la partea distală, este foarte rugoasă, datorită numeroaselor inserții ligamentare. Fața palmară are o formă neregulată, aproximativ triunghiulară, și distal prezintă o tuberozitate. Fața laterală prezintă proximal o largă suprafață de articulație cu unciformul, iar distal, o vale largă, adâncă și rugoasă. Fața medială are formă de paralelogram și prezintă o suprafață ondulată, pentru articularea cu trapezoidul; în centrul feței se află o largă depresiune, adâncă și cu numeroase foramene de nutriție. | Muzeul Olteniei. Secția de Științele Naturii, Craiova        | Cimec    |
|      | Favia magnifica (Reuss, 1871)                                                                                  | Descoperit: jud. Mehedinți, com. Ilovița, Bahna, Punctul fosilifer Lespezi Dimensiuni: L = 120 mm; LA = 70 mm; Î = 50 mm                                     | Colonie de corali în calcare badeniene. | Muzeul Olteniei. Secția de Științele Naturii, Craiova        | Cimec    |
|      | Favia magnifica (Reuss, 1871)                                                                                  | Descoperit: jud. Mehedinți, com. Ilovița, Bahna, Punctul fosilifer Lespezi Dimensiuni: L = 120 mm; LA = 70 mm; Î = 80 mm                                     | Colonie de corali în calcare badeniene. | Muzeul Olteniei. Secția de Științele Naturii, Craiova        | Cimec    |
|      | Favia magnifica (Reuss, 1871)                                                                                  | Descoperit: jud. Mehedinți, com. Ilovița, Bahna, Punctul fosilifer Lespezi Dimensiuni: L = 110 mm; LA = 70 mm; Î = 70 mm                                     | Colonie de corali în calcare badeniene. | Muzeul Olteniei. Secția de Științele Naturii, Craiova        | Cimec    |
|      | Heliastraea reussana (Edward & Heine, 1871)                                                                    | Descoperit: jud. Mehedinți, com. Ilovița, Bahna, Punctul fosilifer Lespezi Dimensiuni: L = 50 mm; LA = 35 mm; Î = 30 mm                                      | Colonie de corali în calcare badeniene. | Muzeul Olteniei. Secția de Științele Naturii, Craiova        | Cimec    |
|      | Cardium praeechinatum (Hilber, 1882)                                                                           | Descoperit: jud. Mehedinți, com. Ilovița, Bahna, Punctul fosilifer Lespezi Dimensiuni: L = 80 mm; LA = 60 mm; Î = 10 mm                                      | Impresiune în calcare recifale albe. Se observă un fragment de valvă cu ornamentația. | Muzeul Olteniei. Secția de Științele Naturii, Craiova        | Cimec    |
|      | Cardium praeechinatum (Hilber, 1882)                                                                           | Descoperit: jud. Mehedinți, com. Ilovița, Bahna, Punctul fosilifer Lespezi Dimensiuni: L = 90 mm; LA = 75 mm; Î = 25 mm                                      | Impresiune în calcare recifale albe. Se observă un fragment de valvă cu ornamentația. | Muzeul Olteniei. Secția de Științele Naturii, Craiova        | Cimec    |
|      | Plesiastraea desmoulinsi (Edward & Heine, 1851)                                                                | Descoperit: jud. Mehedinți, com. Ilovița, Bahna, Punctul fosilifer Lespezi Dimensiuni: L = 35 mm; LA = 35 mm; Î = 25 mm                                      | Colonie de corali în calcare badeniene. | Muzeul Olteniei. Secția de Științele Naturii, Craiova        | Cimec    |
|      | Conus vindobonensis (Hoernes, 1851)                                                                            | Descoperit: jud. Mehedinți, com. Ilovița, Bahna, Punctul fosilifer Lespezi Dimensiuni: L = 140 mm; LA = 110 mm; Î = 30 mm                                    | Cochilie incastrată în calcare recifale albe. Se observă bine partea opusă aperturii. | Muzeul Olteniei. Secția de Științele Naturii, Craiova        | Cimec    |
|      | Glans (Glans) tournoueri (Mayer, 1878)                                                                         | Descoperit: jud. Mehedinți, com. Ilovița, Bahna, Punctul fosilifer Lespezi Dimensiuni: L = 80 mm; LA = 50 mm; Î = 45 mm                                      | Valvă incastrată în calcare recifale albe. Se observă bine ornamentația externă a valvei. | Muzeul Olteniei. Secția de Științele Naturii, Craiova        | Cimec    |
|      | Turritella (Torculoidella) subangulata (Brocchi, 1814)                                                         | Descoperit: jud. Mehedinți, com. Ilovița, Bahna, Punctul fosilifer Lespezi Dimensiuni: L = 80 mm; LA = 70 mm; Î = 30 mm                                      | Cochilie incastrată în calcare recifale albe. Se observă trei tururi de spiră. | Muzeul Olteniei. Secția de Științele Naturii, Craiova        | Cimec    |
|      | Chlamys (Mactrachlamis) latissimus (Brocchi, 1814)                                                             | Descoperit: jud. Mehedinți, com. Ilovița, Bahna, Punctul fosilifer Lespezi Dimensiuni: L = 130 mm; LA = 90 mm; Î = 70 mm                                     | Impresiune în calcare recifale albe. Se observă un fragment de valvă cu ornamentația. | Muzeul Olteniei. Secția de Științele Naturii, Craiova        | Cimec    |
|      | Deltocyathus italicus (Michelotti, 1838)                                                                       | Descoperit: jud. Mehedinți, com. Ilovița, Bahna, Punctul fosilifer Lespezi Dimensiuni: L = 110 mm; LA = 70 mm; Î = 50 mm                                     | Colonie de corali în calcare badeniene. | Muzeul Olteniei. Secția de Științele Naturii, Craiova        | Cimec    |
|      | Deltocyathus italicus (Michelotti, 1838)                                                                       | Descoperit: jud. Mehedinți, com. Ilovița, Bahna, Punctul fosilifer Lespezi Dimensiuni: L = 90 mm; LA = 65 mm; Î = 80 mm                                      | Colonie de corali în calcare badeniene. | Muzeul Olteniei. Secția de Științele Naturii, Craiova        | Cimec    |
|      | Deltocyathus italicus (Michelotti, 1838)                                                                       | Descoperit: jud. Mehedinți, com. Ilovița, Bahna, Punctul fosilifer Lespezi Dimensiuni: L = 80 mm; LA = 50 mm; Î = 60 mm                                      | Colonie de corali în calcare badeniene. | Muzeul Olteniei. Secția de Științele Naturii, Craiova        | Cimec    |
|      | Heliastraea conoidea (Reuss, 1871)                                                                             | Descoperit: jud. Mehedinți, com. Ilovița, Bahna, Punctul fosilifer Lespezi Dimensiuni: L = 80 mm; LA = 50 mm; Î = 60 mm                                      | Colonie de corali în calcare badeniene. | Muzeul Olteniei. Secția de Științele Naturii, Craiova        | Cimec    |
|      | Heliastraea conoidea (Reuss, 1871)                                                                             | Descoperit: jud. Mehedinți, com. Ilovița, Bahna, Punctul fosilifer Lespezi Dimensiuni: L = 140 mm; LA = 70 mm; Î = 60 mm                                     | Colonie de corali în calcare badeniene. | Muzeul Olteniei. Secția de Științele Naturii, Craiova        | Cimec    |
|      | Heliastraea conoidea (Reuss, 1871)                                                                             | Descoperit: jud. Mehedinți, com. Ilovița, Bahna, Punctul fosilifer Lespezi Dimensiuni: L = 80 mm; LA = 45 mm; Î = 30 mm                                      | Colonie de corali în calcare badeniene. | Muzeul Olteniei. Secția de Științele Naturii, Craiova        | Cimec    |
|      | Fusus criptoides (Hoernes, 1875)                                                                               | Descoperit: jud. Mehedinți, com. Ilovița, Bahna, Punctul fosilifer Lespezi Dimensiuni: L = 50 mm; LA = 35 mm; Î = 20 mm                                      | Cochilie incastrată în calcare recifale albe. Se observă apexul și două tururi de spiră. | Muzeul Olteniei. Secția de Științele Naturii, Craiova        | Cimec    |
|      | Mammuthus meridionalis (Nesti, 1825)                                                                           | Descoperit: jud. Dolj, com. Leu, Leu, Valea Frasinului - Cariera de pietriș Dimensiuni: L = 132 mm; LA = 106 mm; Î = 104 mm                                  | În cursul săpăturii au fost afectate extremitatea distală, fața laterală și cea medială, partea palmară înregistrând numai deteriorări minore. Are o formă aproape paralelipipedică și prezintă două extremități și patru fețe: extremitatea proximală, cu o formă de paralelogram, este în întregime ocupată de o fațetă ondulată, care se continuă puțin și pe fața palmară, pentru articularea cu semilunarul. Extremitatea distală prezintă două fațete de articulare, una mai mare, pentru articularea cu metatarsul III, alta ceva mai mică, pentru articularea cu metatarsul II. Cele două fațete sunt separate de o creastă dorso-palmară. Fața dorsală, cu o formă de trapez cu baza mică la partea distală, este foarte rugoasă, datorită numeroaselor inserții ligamentare. Fața palmară are o formă neregulată, aproximativ triunghiulară, și distal prezintă o tuberozitate. Fața laterală prezintă proximal o largă suprafață de articulație cu unciformul, iar distal, o vale largă, adâncă și rugoasă. Fața medială are formă de paralelogram și prezintă o suprafață ondulată, pentru articularea cu trapezoidul; în centrul feței se află o largă depresiune, adâncă și cu numeroase foramene de nutriție. | Muzeul Olteniei. Secția de Științele Naturii, Craiova        | Cimec    |
|      | Mammuthus meridionalis (Nesti, 1825)                                                                           | Descoperit: jud. Dolj, com. Leu, Leu, Valea Frasinului - Cariera de pietriș Dimensiuni: L = 151mm; LA = 78mm; Î = 30mm                                       | Os întreg, excelent conservat. Este aplatizat latero-medial și alungit, cu extremitățile mai dilatate decât corpul osului. Are două extremități, două fețe și două margini. Extremitatea proximală poartă două fațete, una dispusă medial, mai mare și în formă de sector de cerc, pentru articularea cu piramidalul, cealaltă, dispusă în unghi chiar pe baza osului, mai mică și în formă de segment de cerc, pentru articularea cu ulna. Extremitatea distală are pe partea medială o tuberozitate. Corpul osului este mai îngust, rugos pe fața laterală și mai neted pe partea medială. Marginea proximală este mai netedă, cea distală – mai rugoasă. | Muzeul Olteniei. Secția de Științele Naturii, Craiova        | Cimec    |
|      | Mammuthus meridionalis (Nesti, 1825)                                                                           | Descoperit: jud. Dolj, com. Leu, Leu, Valea Frasinului - Cariera de pietriș Dimensiuni: L = 152 mm ; LA = 100 mm; Î = 93 mm                                  | Os întreg, excelent conservat. Are formă de prismă triunghiulară, la partea palmară prezentând un intrând rotunjit, caracteristic. Are două extremități și trei fețe: - extremitatea proximală este în întregime ocupată de o fațetă de articulare cu radiusul, convexă dorsal și concavă palmar; - extremitatea distală prezintă o fațetă de articulare ondulată, convexă dorsal și concavă palmar, servind la articularea cu trapezul; palmar, prezintă un tubercul; - fața dorsală are o suprafață rugoasă, datorită numeroaselor inserții ligamentare și foramene; - fața medială prezintă proximal și distal câte o fațetă de articulare îngustă și alungită, pentru articulare cu scafoidul, separate printr-un șanț larg și rugos, cu numeroase foramene de nutriție și inserții ligamentare; - fața laterală este mai redusă ca dimensiuni decât celelalte fețe și poartă două fațete de articulare: una la partea proximală, aproape rotundă, pentru articularea cu ulna, și una la partea distală, ovală și alungită, pentru articularea cu piramidalul. Cele două fațete sunt separate de un șanț larg și rugos.                                                                                                  | Muzeul Olteniei. Secția de Științele Naturii, Craiova        | Cimec    |
|      | Mammuthus meridionalis (Nesti, 1825)                                                                           | Descoperit: jud. Dolj, com. Leu, Leu, Valea Frasinului - Cariera de pietriș Dimensiuni: L = 110 mm; L = 79 mm; Î = 30 mm                                     | Se păstrează baza și corpul osului, extremitatea distală lipsește. În comparație cu piesa precedentă, suprafața de articulare cu piramidalul este puțin mai mare, corpul este mai scurt, iar fața laterală prezintă o depresiune adâncă. | Muzeul Olteniei. Secția de Științele Naturii, Craiova        | Cimec    |
|      | Mammuthus meridionalis, (Nesti, 1825)                                                                          | Descoperit: jud. Dolj, com. Leu, Leu, Valea Frasinului - Cariera de pietriș Dimensiuni: L = 115 mm; L = 30 mm; Î = 141 mm                                    | Os întreg, bine conservat, cu ușoare deteriorări ale fațetelor de articulare de la extremitatea distală. Se prezintă ca un os aplatizat latero-medial, a cărui formă poate fi asimilată cu cea a unui pentagon neregulat. Prezintă două fețe, două extremități și două margini. Fața medială, rugoasă, cu numeroase foramene și inserții ligamentare, este traversată dorso-palmar de o vale largă și puțin adâncă. Fața laterală are dimensiuni mai mici, o suprafață mai puțin rugoasă și prezintă o îngroșare proximo-distală. Spre marginea palmară se observă traseul a trei culise tendinoase și puternicelor inserții ligamentare corespunzătoare. Extremitatea proximală poartă două fațete așezate în unghi, una superioară, mai mare și semicirculară, pentru articularea cu radiusul, și una mai mică, în formă de segment de cerc, pentru articularea cu semilunarul. Extremitatea distală, mult mai alungită, prezintă pe partea medială o fațetă în formă de segment de cerc pentru articularea cu semilunarul, și o fațetă largă, convexă latero-medial, pentru articularea cu carpienele din rândul distal. Cele două margini unesc extremitățile, marginea dorsală fiind mai scurtă decât cea palmară.      | Muzeul Olteniei. Secția de Științele Naturii, Craiova        | Cimec    |
|      | Mammuthus meridionalis (Nesti, 1825)                                                                           | Descoperit: jud. Dolj, com. Leu, Leu, Valea Frasinului - Cariera de pietriș Dimensiuni: L = 80 mm; L = 30 mm; Î = 140 mm                                     | Os din care lipsește un fragment consistent din marginea palmară și din extremitatea distală, existând și deteriorări ale extremității proximale. Caracterele celor două fețe sunt mai șterse; rugozitatea și valea transversală ale feței feței mediale nu sunt vizibile, iar relieful feței laterale, foramenele și inserțiile ligamentare sunt mult atenuate. Fațeta de articulare cu radiusul a extremității proximale are forma de elipsă, fiind puțin mai alungită și mai convexă dorso-palmar, iar fațeta de articulare cu semilunarul este mai mică; dimensiuni mai reduse au și fațetele de articulare de la extremitatea distală, iar marginile palmară și dorsală sunt mai subțiri. | Muzeul Olteniei. Secția de Științele Naturii, Craiova        | Cimec    |
|      | Melchiorites melchioris (Tietze, 1872)                                                                         | Descoperit: jud. Mehedinți, com. Svinița, Svinița, Pârâul Țiganilor Dimensiuni: L = 85 mm; LA = 55 mm; Î = 5 mm                                              | Fragment de cochilie secționată longitudinal și transversal. | Muzeul Olteniei. Secția de Științele Naturii, Craiova        | Cimec    |
|      | Silesites seranonis (d'Orbigny, 1841)                                                                          | Descoperit: jud. Mehedinți, com. Svinița, Svinița, Pârâul Țiganilor Dimensiuni: L = 140 mm; LA = 70 mm; Î = 10 mm                                            | Fragment de mulaj intern incastrat în marne cenușii, cu păstrarea ornamentației. | Muzeul Olteniei. Secția de Științele Naturii, Craiova        | Cimec    |
|      | Barremites strettostoma (Uhlig, 1883)                                                                          | Descoperit: jud. Mehedinți, com. Svinița, Svinița, Pârâul Țiganilor Dimensiuni: L = 115 mm; LA = 70 mm; Î = 40 mm                                            | Mulaj intern incastrat în marne cenușii. Se păstrează bine ornamentația. | Muzeul Olteniei. Secția de Științele Naturii, Craiova        | Cimec    |
|      | Barremites strettostoma (Uhlig, 1883)                                                                          | Descoperit: jud. Mehedinți, com. Svinița, Svinița, Pârâul Țiganilor Dimensiuni: L = 95 mm; LA = 70 mm; Î = 15 mm                                             | Impresiune a cochiliei în marne cenușii, cu păstrarea ornamenației de pe ultimul tur de spiră. | Muzeul Olteniei. Secția de Științele Naturii, Craiova        | Cimec    |
|      | Barremites strettostoma (Uhlig, 1883)                                                                          | Descoperit: jud. Mehedinți, com. Svinița, Svinița, Pârâul Țiganilor Dimensiuni: L = 100 mm; LA = 90 mm; Î = 10 mm                                            | Impresiune a cochiliei în marne cenușii, cu păstrarea parțială a ornamenației. | Muzeul Olteniei. Secția de Științele Naturii, Craiova        | Cimec    |
|      | Crioceratites emerici (Leville, 1837)                                                                          | Descoperit: jud. Mehedinți, com. Svinița, Svinița, Pârâul Țiganilor Dimensiuni: L = 150 mm; LA = 145 mm; Î = 2 mm                                            | Cochilie întreagă, încastrată în marne cenușii. | Muzeul Olteniei. Secția de Științele Naturii, Craiova        | Cimec    |
|      | Lytoceras geron (Zittel, 1870)                                                                                 | Descoperit: jud. Mehedinți, com. Svinița, Svinița, Rezervația paleontologică Svinița Dimensiuni: L = 105 mm; LA = 80 mm; Î = 55 mm                           | Mulaj extern secționat transversal, cu păstrarea ornamentației pe două tururi de spiră. | Muzeul Olteniei. Secția de Științele Naturii, Craiova        | Cimec    |
|      | Holcophyloceras polyolcum; (Benecke 1865)                                                                      | Descoperit: jud. Mehedinți, com. Svinița, Svinița, Rezervația paleontologică Svinița Dimensiuni: L = 65 mm; LA = 50 mm; Î = 15 mm                            | Cochilie secționată transversal, cu păstrarea parțială a ornamentației pe ultimul tur de spiră. Se păstrează și este vizibil și ombilicul. | Muzeul Olteniei. Secția de Științele Naturii, Craiova        | Cimec    |
|      | Holcophyloceras polyolcum; (Benecke 1865)                                                                      | Descoperit: jud. Mehedinți, com. Svinița, Svinița, Rezervația paleontologică Svinița Dimensiuni: L = 65 mm; LA = 50 mm; Î = 25 mm                            | Cochilie secționată transversal, cu păstrarea parțială a ornamentației pe ultimul tur de spiră. | Muzeul Olteniei. Secția de Științele Naturii, Craiova        | Cimec    |
|      | Holcophyloceras polyolcum; (Benecke 1865)                                                                      | Descoperit: jud. Mehedinți, com. Svinița, Svinița, Rezervația paleontologică Svinița Dimensiuni: L = 55 mm; LA = 35 mm; Î = 10 mm                            | Cochilie secționată transversal, cu păstrarea parțială a ornamentației pe ultimul tur de spiră. | Muzeul Olteniei. Secția de Științele Naturii, Craiova        | Cimec    |
|      | Holcophyloceras polyolcum; (Benecke 1865)                                                                      | Descoperit: jud. Mehedinți, com. Svinița, Svinița, Rezervația paleontologică Svinița Dimensiuni: L = 60 mm; LA = 30 mm; Î = 20 mm                            | Cochilie secționată transversal, cu păstrarea parțială a ornamentației pe ultimul tur de spiră. | Muzeul Olteniei. Secția de Științele Naturii, Craiova        | Cimec    |
|      | Holcophyloceras polyolcum; (Benecke 1865)                                                                      | Descoperit: jud. Mehedinți, com. Svinița, Svinița, Rezervația paleontologică Svinița Dimensiuni: L = 55 mm; LA = 30 mm; Î = 20 mm                            | Fragment de cochilie secționată tranversal și longitudinal, cu păstrarea ornamentației. | Muzeul Olteniei. Secția de Științele Naturii, Craiova        | Cimec    |
|      | Subplanites elegans (Spath, 1923)                                                                              | Descoperit: jud. Mehedinți, com. Svinița, Svinița, Rezervația paleontologică Svinița Dimensiuni: L = 65 mm; LA = 55 mm; Î = 35 mm                            | Fragment transversal din ultimul tur de spiră cu conservarea ornamentației pe jumătate din secțiunea longitudinală. | Muzeul Olteniei. Secția de Științele Naturii, Craiova        | Cimec    |
|      | Subplanites elegans (Spath, 1923)                                                                              | Descoperit: jud. Mehedinți, com. Svinița, Svinița, Rezervația paleontologică Svinița Dimensiuni: L = 80 mm; LA = 40 mm; Î = 30 mm                            | Cochilie secționată longitudinal și transversal. Conservă cinci tururi de spiră fragmentate cu ornamentație bine vizibilă. | Muzeul Olteniei. Secția de Științele Naturii, Craiova        | Cimec    |
|      | Subplanites elegans (Spath, 1923)                                                                              | Descoperit: jud. Mehedinți, com. Svinița, Svinița, Rezervația paleontologică Svinița Dimensiuni: L = 75 mm; LA = 60 mm; Î = 35 mm                            | Cochilie secționată longitudinal. Se conservă foarte bine ornamentația. | Muzeul Olteniei. Secția de Științele Naturii, Craiova        | Cimec    |
|      | Katroliceras somalicum (Valduga, 1954)                                                                         | Descoperit: jud. Mehedinți, com. Svinița, Svinița, Rezervația paleontologică Svinița Dimensiuni: L = 75 mm; LA = 74 mm; Î = 15 mm                            | Mulaj extern cu patru tururi de spiră întregi și unul fragmentat. Ornamentație bine vizibilă. | Muzeul Olteniei. Secția de Științele Naturii, Craiova        | Cimec    |
|      | Katroliceras somalicum (Valduga, 1954)                                                                         | Descoperit: jud. Mehedinți, com. Svinița, Svinița, Rezervația paleontologică Svinița Dimensiuni: L = 80 mm;LA = 55 mm; Î = 10 mm                             | Cochilie fragmentată. Păstrează ombilicul și trei ture de spiră mai mult sau mai puțin fragmentate. Ornamentație foarte bine vizibilă. | Muzeul Olteniei. Secția de Științele Naturii, Craiova        | Cimec    |
|      | Katroliceras somalicum (Valduga, 1954)                                                                         | Descoperit: jud. Mehedinți, com. Svinița, Svinița, Rezervația paleontologică Svinița Dimensiuni: L = 130 mm; LA = 100 mm; Î = 65 mm                          | Mulaj extern al cochiliei, cu toate tururile de spiră păstrate. Se observă bine coastele. | Muzeul Olteniei. Secția de Științele Naturii, Craiova        | Cimec    |
|      | Katroliceras somalicum (Valduga, 1954)                                                                         | Descoperit: jud. Mehedinți, com. Svinița, Svinița, Rezervația paleontologică Svinița Dimensiuni: L = 85 mm; LA = 80 mm; Î = 55 mm                            | Mulaj exterior fragmentat. Se păstrează bine un tur de spiră și o parte din cel de-al doilea. Coastele foarte bine vizibile. | Muzeul Olteniei. Secția de Științele Naturii, Craiova        | Cimec    |
|      | Perisphinctes comptoni (Pratt, 1841)                                                                           | Descoperit: jud. Mehedinți, com. Svinița, Svinița, Rezervația paleontologică Svinița Dimensiuni: L = 65 mm; LA = 45 mm; Î = 15 mm                            | Cochilie întreagă. Se păstrează foarte bine cinci tururi de spiră cu ornamentația caracteristică. | Muzeul Olteniei. Secția de Științele Naturii, Craiova        | Cimec    |
|      | Phylloceras isotipum (Benecke, 1870)                                                                           | Descoperit: jud. Mehedinți, com. Svinița, Svinița, Rezervația paleontologică Svinița Dimensiuni: L = 50 mm; LA = 45 mm; Î = 15 mm                            | Cochilie (mulaj interior), secționată longitudinal. Se păstrează ombilicul. | Muzeul Olteniei. Secția de Științele Naturii, Craiova        | Cimec    |
|      | Phylloceras isotipum (Benecke, 1870)                                                                           | Descoperit: jud. Mehedinți, com. Svinița, Svinița, Rezervația paleontologică Svinița Dimensiuni: L = 55 mm; LA = 45 mm; Î = 15 mm                            | Fragment de cochilie ce păstrează ornamentația; se păstrează și ombilicul. | Muzeul Olteniei. Secția de Științele Naturii, Craiova        | Cimec    |
|      | Aegypius monachus (Linnaeus, 1766)                                                                             | Descoperit: jud. Tulcea, com. ?, ? Dimensiuni: LT - 1005 mm, Ci - 75 mm, A - 730 mm, C - 360 mm                                                              | Piesă naturalizată, cu aripile strânse; în aspectul morfologic sunt păstrate toate însușirile naturale ale speciei; penaj ușor uzat în zona gâtului. | Muzeul Olteniei. Secția de științele naturii, Craiova        | Cimec    |
|      | Plegadis falcinellus (Linnaeus, 1766)                                                                          | Descoperit: jud. Timiș, com. Satchinez, Satchinez Dimensiuni: Lt - 550 mm, A - 272 mm, T - 78 mm, Ci - 90 mm, C - 96 mm                                      | Piesă naturalizată cu aripile strânse, în picioare, poziție statică; sunt păstrate aspectul morfologic și coloritul natural al penajului. | Muzeul Olteniei. Secția de științele naturii, Craiova        | Cimec    |
|      | Anser f. fabalis (Lath., 1787)                                                                                 | Descoperit: jud. Timiș, com. Becicherecu Mic, Becicherecu Mic Dimensiuni: Lt - 760 mm, A - 475 mm, T - 80 mm, Ci - 60 mm, C - 170 mm                         | Preparat naturalizat cu aripile strânse, în picioare, poziție statică; sunt păstrate aspecul morfologic și coloritul natural al speciei; tegumentul de la baza gâtului ușor fisurat. | Muzeul Olteniei. Secția de științele naturii, Craiova        | Cimec    |
|      | Tadorna tadorna (Linnaeus, 1758)                                                                               | Descoperit: jud. Tulcea, com. Jurilovca, Jurilovca Dimensiuni: Lt - 660 cm, A - 340 cm, T - 55 cm, Ci - 53 cm, C - 140, Gr - 800 g.                          | Preparat naturalizat cu aripile strânse, în poziție statică, cu cap ușor înclinat, culoarea albă a penajului relativ alterată. | Muzeul Olteniei. Secția de științele naturii, Craiova        | Cimec    |
|      | Anas penelope (Linnaeus, 1758)                                                                                 | Descoperit: jud. Buzău, com. Buzău, Buzău Dimensiuni: Lt - 420 mm, Ar - 248 mm, Co - 103 mm, Ci - 32 mm, T - 40 mm                                           | Piesă naturalizată cu aripile strânse, în picioare, poziție statică; membranele interdigitale și zona superioară a gâtului ușor deteriorate; penajul păstrează coloritul natural. | Muzeul Olteniei. Secția de științele naturii, Craiova        | Cimec    |
|      | Mergus m. merganser (L., 1758)                                                                                 | Descoperit: jud. Timiș, Timișoara Dimensiuni: Lt - 625 mm, A - 270 mm, T - 50 mm, Ci - 51 mm,                                                                | Piesă naturalizată cu aripile stânse, în picioare; penajul de la baza gâtului ușor deteriorat. | Muzeul Olteniei. Secția de științele naturii, Craiova        | Cimec    |
|      | Mergus serrator (Linnaeus, 1758)                                                                               | Descoperit: jud. Timiș, com. Giroc, Giroc Dimensiuni: Lt - 620 mm, A - 242 mm, T - 46 mm, Ci - 110 mm, C - 55 mm                                             | Piesă naturalizată cu aripile strânse, în poziție statică; se păstrează aspectul morfologic și coloritul natural al penajului speciei. | Muzeul Olteniei. Secția de științele naturii, Craiova        | Cimec    |
|      | Mergus albellus (Linnaeus, 1758)                                                                               | Descoperit: jud. Arad, com. Vinga, Vinga Dimensiuni: Lt - 390 mm, A -194 mm, T - 36 mm, Ci - 26 mm, C - 60 mm                                                | Piesă naturalizată cu aripile strânse, în poziție statică; mici perforații în membrana interdigitală a picioarelor; penajul păstrează coloritul natural al speciei. | Muzeul Olteniei. Secția de științele naturii, Craiova        | Cimec    |
|      | Gavia a.arctica (Linnaeus, 1758)                                                                               | Descoperit: jud. Timiș (?), Utvin Dimensiuni: Lt - 650 mm, Ar - 285 mm, Co - 37 mm, Ci -50 mm, T - 69 mm                                                     | Piesă naturalizată, cu aripile strânse, poziție verticală; gheara stângă ușor deteriorată, membrana interdigitală a piciorului drept, fisurată. | Muzeul Olteniei. Secția de științele naturii, Craiova        | Cimec    |
|      | Recurvirostra avosetta (Linnaeus, 1758)                                                                        | Descoperit: jud. Tulcea, com. Jurilovca, Jurilovca Dimensiuni: Lt - 430 mm, A - 225 mm, T - 90 mm, Ci - 88 mm, C - 83 mm, Gr - 305 g                         | Piesă naturalizată cu aripile strânse, în poziție statică; penaj ușor uzat, mandibula superioară a ciocului recondiționată. | Muzeul Olteniei. Secția de științele naturii, Craiova        | Cimec    |
|      | Otis tarda tarda (Linnaeus, 1766)                                                                              | Descoperit: jud. Dolj, com. Seaca de Câmp, Seaca de Câmp Dimensiuni: LT (gât și cioc) - 462 mm, Ci - 54.                                                     | Preparată ca trofeu, gât ușor golaș, mustață cu penaj de paradă nupțială. | Muzeul Olteniei. Secția de științele naturii, Craiova        | Cimec    |
|      | Otis tarda tarda (Linnaeus, 1766)                                                                              | Descoperit: jud. Dolj, com. Rast, Rast Dimensiuni: LT (gât + cioc) - 420 mm, LCi - 52.                                                                       | Piesă preparată ca trofeu din partea superioară a corpului, gât ușor golaș în părțile laterale, mustață în penaj de paradă nupțială. | Muzeul Olteniei. Secția de științele naturii, Craiova        | Cimec    |
|      | Podiceps g. griseigena (Bodd., 1783)                                                                           | Descoperit: jud. Cluj, Turda Dimensiuni: Lt - 470 mm, A - 169 mm, C - 24 mm, Ci - 30 mm, T - 59 mm                                                           | Piesă naturalizată cu aripile strânse, în picioare; ciocul ușor deteriorat - mandibula inferioară secționată spre vârf, penajul păstrează coloritul natural al speciei. | Muzeul Olteniei. Secția de științele naturii, Craiova        | Cimec    |
|      | Tetrao u. urogallus (Linnaeus, 1758)                                                                           | Descoperit: jud. Suceava, Vatra-Dornei Dimensiuni: LT - 800 mm, LCi - 39, LA - 378, LC - 340                                                                 | Piesă naturalizată în picioare, cu aripi ușor depărtate de corp, gât întins, cap ridicat, coada în evantai; în postură de paradă nupțială; penajul cozii (rectricele) și al aripilor (remigele primare) ușor uzat. | Muzeul Olteniei. Secția de științele naturii, Craiova        | Cimec    |
|      | Anas clypeata (L., 1758)                                                                                       | Descoperit: jud. Dolj, com. Craiova, Craiova Dimensiuni: L t - 470 mm, Ar - 247 mm, Co - 77 mm, Ci - 70 mm, T - 41 mm                                        | Piesă naturalizată cu aripile strânse, poziție statică; membrane interdigitale parțial deteriorate; | Muzeul Olteniei. Secția de științele naturii, Craiova        | Cimec    |
|      | Branta ruficollis (Pallas, 1769)                                                                               | Descoperit: jud. Dolj, com. Bistreț, Bistreț Dimensiuni: Lt - 520 mm, A - 370 mm, T - 70 mm, Ci - 26 mm, C - 125 mm                                          | Piesă naturalizată cu aripile strânse, în poziție statică, penajul păstrează coloritul natural și este ușor deteriorat în zona de la baza gâtului, flancul drept | Muzeul Olteniei. Secția de științele naturii, Craiova        | Cimec    |
|      | Aquila clanga (Pallas, 1811)                                                                                   | Descoperit: jud. Dolj, com. Dunăreni (Cârna), Cârna Dimensiuni: LT - 653 mm, LCi - 40, LA - 490, LC - 239.                                                   | Piesă naturalizată cu aripile strânse, în picioare - poziție statică; penajul păstreză coloritul natural; penajul de pe cap ușor deteriorat. | Muzeul Olteniei. Secția de științele naturii, Craiova        | Cimec    |
|      | Gavia a.arctica (Linnaeus, 1758)                                                                               | Descoperit: jud. Dolj, com. Coțofenii din Dos, Coțofenii din Dos Dimensiuni: Lt - 645 mm, A - 314 mm, Co - 42 mm, Ci - 54 mm, T - 76 mm                      | Piesă naturalizată, cu aripile strânse, în picioare, postură statică; sunt păstrate aspectul morfologic și coloritul natural al penajului. | Muzeul Olteniei. Secția de științele naturii, Craiova        | Cimec    |
|      | Ciconia c. ciconia (Linnaeus, 1758)                                                                            | Descoperit: jud. Dolj, com. Tâmburești, Tâmburești Dimensiuni: Lt - 935 mm, C - 210 mm, A - 557 mm, T - 235 mm, Ci - 144 mm, Gr - 3000g.                     | Piesă naturalizată cu aripile ușor depărtate de corp, în picioare; penajul ușor uzat. | Muzeul Olteniei. Secția de științele naturii, Craiova        | Cimec    |
|      | Gavia a.arctica (Linnaeus, 1758)                                                                               | Descoperit: jud. Dolj, Calafat Dimensiuni: Lt - 690 mm; A - 320 mm, C - 65 mm, T - 80 mm, Ci - 58 mm, Gr.- 1800 g.                                           | Piesă naturalizată, cu aripile strânse; aripa dreaptă și membana interdigitală ușor deteriorate. | Muzeul Olteniei. Secția de științele naturii, Craiova        | Cimec    |
|      | Recurvirostra avosetta (Linnaeus, 1758)                                                                        | Descoperit: jud. Dolj, com. Bistreț, Bistreț Dimensiuni: Lt - 440 mm, A - 242 mm, T - 95 mm, Ci - 88 mm, C - 90 mm                                           | Piesă naturalizată cu aripile strânse, în poziție statică; sunt păstrate aspectul morfologic și culoarea naturală a penajului speciei. | Muzeul Olteniei. Secția de științele naturii, Craiova        | Cimec    |
|      | Aythya nyroca (Guld, 1770)                                                                                     | Descoperit: jud. Dolj, com. Coțofenii din Dos Dimensiuni: Lt - 377 mm, T - 35 mm, Ci - 42 mm, Gr. - 410 g.                                                   | Piesa naturalizată cu aripile strranse; cap orientat ușor către dreapta, fără ochi, penaj deteriorat pe creștet, până la baza ciocului.; membrane interdigitale parțial deteriorate la ambele picioare. | Muzeul Olteniei. Secția de științele naturii, Craiova        | Cimec    |
|      | Botaurus stellaris (Linnaeus, 1758)                                                                            | Descoperit: jud. Dolj, com. Teasc - Secui, Teasc Dimensiuni: Lt - 725 mm, A - 347 mm, C - 130 mm, T - 110 mm, Ci - 72 mm, Gr - 1115 g.                       | Piesă naturalizată în picioare, cu aripile pe lângă corp, capul terminat cu ciocul conic - orientat înainte, piciorul drept ușor flexat; penajul își păstrează coloritul natural. | Muzeul Olteniei. Secția de Științele Naturii, Craiova        | Cimec    |
|      | Nycticorax nycticorax (Linnaeus, 1758)                                                                         | Descoperit: jud. Dolj, com. Bratovoești, Bratovoești Dimensiuni: Lt - 560 mm, A - 300 mm, T - 80 mm, Ci - 64 mm, C - 109.                                    | Piesă naturalizată în picioare, cu aripile pe lângă corp, penajul își păstrează coloritul natural; penaj ornamental pe ceafă; cap și cioc orientate înainte. | Muzeul Olteniei. Secția de Științele Naturii, Craiova        | Cimec    |
|      | Anas a. acuta (Linnaeus, 1758)                                                                                 | Descoperit: jud. Dolj, com. Terpezița, Terpezița Dimensiuni: Lt - 540 mm, C - 185 mm, A - 270 mm, T - 45 mm, Ci - 50 mm, Gr - 700 g.                         | Piesă naturalizată cu aripile strânse, în picioare, poziție statică; sunt bine păstrate aspectul morfologic și coloritul natural al penajului speciei. | Muzeul Olteniei. Secția de științele naturii, Craiova        | Cimec    |
|      | Aythya nyroca (Guld, 1770)                                                                                     | Descoperit: jud. Dolj, com. Gura Văii, Gura Văii Dimensiuni: Lt - 405 cm, A - 192 cm, C - 58 cm, T - 33 cm, ci - 42 cm, Gr - 530 g.                          | Piesă naturalizată cu aripile strânse, poziție statică; sunt păstrate aspectul morfologic și coloritul natural al penajului. | Muzeul Olteniei. Secția de științele naturii, Craiova        | Cimec    |
|      | Mergus albellus (Linnaeus, 1758)                                                                               | Descoperit: jud. Dolj, com. Ișalnița, Ișalnița Dimensiuni: Lt - 447 mm, Ar - 205 mm, Co - 72 mm, Ci - 29 mm, T - 36 mm                                       | Piesă naturalizată în poziție statică, cu aripile strânse, penajul păstreză coloritul natural. | Muzeul Olteniei. Secția de științele naturii, Craiova        | Cimec    |
|      | Anser a. albifrons (Scop., 1769)                                                                               | Descoperit: jud. Dolj, com. Coțofenii din Dos, Mihăița Dimensiuni: Lt - 625 mm, C - 108 mm, A - 412 mm, T - 73 mm, Ci - 46 mm, Gr - 1700                     | Preparat naturalizat cu aripile strânse, în picioare, poziție statică; sunt păstrate aspectul morfologic și coloritul natural al penajului. | Muzeul Olteniei. Secția de științele naturii, Craiova        | Cimec    |
|      | Recurvirostra avosetta (Linnaeus, 1758)                                                                        | Descoperit: jud. Dolj, com. Bistreț, Bistreț Dimensiuni: Lt - 425 cm, A - 220 cm, T - 90 cm, Ci - 85 cm, C - 80 cm, Gr - 310 g.                              | Piesă naturalizată cu aripile strânse, în picioare, poziție statică; penajul ușor uzat; cioc parțial întredeschis. | Muzeul Olteniei. Secția de științele naturii, Craiova        | Cimec    |
|      | Tadorna ferruginea (Pallas 1764)                                                                               | Descoperit: jud. Dolj, com. Vârvoru de Jos, Ciutura Dimensiuni: Lt - 650 cm, A - 375 cm, C - 154 cm, T - 63, Ci - 43 cm                                      | Piesă naturalizată, cu aripile strânse, în poziție statică; se păstrează aspectul morfologic al speciei și coloritul natural al penajului. | Muzeul Olteniei. Secția de științele naturii, Craiova        | Cimec    |
|      | Tadorna tadorna (Linnaeus, 1758)                                                                               | Descoperit: jud. Dolj, com. Bistreț, Bistreț Dimensiuni: Lt - 540 mm; C - 94 mm, A - 320 mm, T - 60 mm, Ci - 55 mm, Gr. - 850 g.                             | Piesă naturalizată cu aripile strânse, în picioare, postură statică, penajul păstreză coloritul natural. | Muzeul Olteniei. Secția de științele naturii, Craiova        | Cimec    |
|      | Mergus m. merganser (L., 1758)                                                                                 | Descoperit: jud. Dolj, com. Bistreț, Bistreț Dimensiuni: Lt - 600mm, Co - 120mm, Ar - 260mm, T - 45mm, Ci - 50mm, Gr - 1460                                  | Piesă naturalizată cu aripile stânse, în picioare, poziție statică; sunt păstrate aspectul morfologic și coloritul natural al speciei. | Muzeul Olteniei. Secția de științele naturii, Craiova        | Cimec    |
|      | Aythya nyroca (Guld, 1770)                                                                                     | Descoperit: jud. Dolj, com. Bistreț, Bistreț Dimensiuni: Lt - 360 cm; C - 50 mm, A - 180 mm, T - 30 mm, Ci - 38 mm, Gr - 450 gr.                             | Piesă naturalizată cu aripile strânse, în picioare, poziție statică; penajul păstrează coloritul natural. | Muzeul Olteniei. Secția de științele naturii, Craiova        | Cimec    |
|      | Mergus m. merganser (L., 1758)                                                                                 | Descoperit: jud. Dolj, com. Bistreț, Bistreț Dimensiuni: Lt - 662 mm; C - 116, A - 287, T - 50 mm, Ci - 60 mm, Gr. - 1700g.                                  | Piesă naturalizată cu aripile stânse, în picioare, poziție statică; sunt păstrate aspectul morfologic și coloritul natural al penajului speciei. | Muzeul Olteniei. Secția de științele naturii, Craiova        | Cimec    |
|      | Mergus m. merganser (L., 1758)                                                                                 | Descoperit: jud. Dolj, com. Dunăreni/Cârna, Dunăreni Dimensiuni: Lt. - 600 mm; C - 98 mm, A - 266 mm, T - 48 mm, Ci - 49 mm, Gr. - 1130g.                    | Piesă naturalizată cu aripile stânse, în picioare, poziție statică, ușor verticală; sunt păstrate aspectul morfologic și coloritul natural al penajului speciei. | Muzeul Olteniei. Secția de științele naturii, Craiova        | Cimec    |
|      | Anser a. albifrons (Scop., 1769)                                                                               | Descoperit: jud. Dolj, com. Dunăreni, Dunăreni Dimensiuni: Lt - 720 mm; T - 72 mm; Ci - 45 mm;                                                               | Piesă naturalizată cu aripile aproape strânse de corp, în picioare, poziție statică; sunt păstrate aspectul morfologic și coloritul natural al speciei. | Muzeul Olteniei. Secția de științele naturii, Craiova        | Cimec    |
|      | Mergus albellus (Linnaeus, 1758)                                                                               | Descoperit: jud. Dolj, com. Dunăreni, Dunăreni Dimensiuni: Lt - 436 mm, T - 42 mm, Ci - 36 mm, Gr - 760 g.                                                   | Preparat naturalizat cu aripile strânse, în picioare, poziție statică; este păstrat aspectul morfologic natural al speciei. | Muzeul Olteniei. Secția de științele naturii, Craiova        | Cimec    |
|      | Aythya nyroca (Guld, 1770)                                                                                     | Descoperit: jud. Dolj, com. Dunăreni, Dunăreni Dimensiuni: Lt - 410mm, Ar - 185mm, Co - 60mm, Ci - 41mm, T - 40mm                                            | Piesă naturalizată cu aripi strânse, în picioare, poziție statică; sunt păstrate aspectul morfologic și coloritul natural al speciei. | Muzeul Olteniei. Secția de științele naturii, Craiova        | Cimec    |
|      | Branta ruficollis (Pallas, 1769)                                                                               | Descoperit: jud. Dolj, com. Radovan, Fântânele Dimensiuni: Lt - 520 mm; Ci - 25 mm; T - 56 mm; Gr. - 1090 g.                                                 | Piesă naturalizată cu aripile strânse, în poziție statică; penajul păstrează coloritul natural. | Muzeul Olteniei. Secția de științele naturii, Craiova        | Cimec    |
|      | Recurvirostra avosetta (Linnaeus, 1758)                                                                        | Descoperit: jud. Dolj, com. Dunăreni, Dunăreni (Cârna) Dimensiuni: Lt - 438 mm; Ci - 91 mm; T - 93 mm; Gr - 310 g.                                           | Piesă naturalizată cu aripile strânse, în picioare, poziție statică; ciocul ușor întredeschis; penajul păstreză coloritul natural. | Muzeul Olteniei. Secția de științele naturii, Craiova        | Cimec    |
|      | Anser albifrons (L., 1758)                                                                                     | Descoperit: jud. Dolj, com. Răcari, Răcari Dimensiuni: Lt - 555 mm; Ci - 45 mm; T - 72 mm; Gr - 2010 g.                                                      | Piesă naturalizată cu aripile relativ strânse, poziție statică, în picioare; penajul păstrează coloritul natural. | Muzeul Olteniei. Secția de științele naturii, Craiova        | Cimec    |
|      | Asio otus (Linnaeus, 1758)                                                                                     | Descoperit: jud. Dolj, com. Segarcea, Segarcea Dimensiuni: Lt - 355 mm, Ci - 28 mm, T - 45 mm, Gr - 295 g.                                                   | Piesă naturalizată, cu aripi strânse pe lângă corp, în picioare, poziție statică; sunt păstrate aspectul morfologic și coloritul natural al penajului. | Muzeul Olteniei. Secția de Științele Naturii, Craiova        | Cimec    |
|      | Strix aluco (Linnaeus, 1758)                                                                                   | Descoperit: jud. Dolj, com. Negoiești, Negoiești Dimensiuni: Lt - 401 mm, Ci - 33 mm, T - 57 mm, Gr - 470 g.                                                 | Piesă naturalizată, cu aripi strânse pe lângă corp, în picioare, poziție statică, pe suport de lemn; sunt bine păstrate aspectul morfologic și coloritul natural al speciei. | Muzeul Olteniei. Secția de Științele Naturii, Craiova        | Cimec    |
|      | Anas a. acuta (Linnaeus, 1758)                                                                                 | Descoperit: jud. Dolj, com. Măceșu de Jos, Măceșu de Jos Dimensiuni: Lt - 631 mm; Ci - 60 mm; T - 42 mm; Gr - 900 g.                                         | Piesă naturalizată cu aripile strânse, în picioare, poziție statică; sunt bine păstrate aspectul morfologic și coloritul natural al penajului speciei. | Muzeul Olteniei. Secția de științele naturii, Craiova        | Cimec    |
|      | Mergus m. merganser (L., 1758)                                                                                 | Descoperit: jud. Dolj, com. Bistreț, Bistreț Dimensiuni: L.t. - 615 mm; Ci. - 54 mm; T - 55 mm; Gr. - 1675 g.                                                | Piesă naturalizată cu aripile strânse în poziție statică; sunt păstrate aspectul morfologic și coloritul natural al penajului. | Muzeul Olteniei. Secția de științele naturii, Craiova        | Cimec    |
|      | Haliaetus albicilla (Linnaeus, 1758)                                                                           | Descoperit: jud. Dolj, com. Cârna, Dunăreni (Cârna) Dimensiuni: Lt - 830 mm; Co - 305mm, Ar - 640mm, T - 100 mm; Ci - 49 mm; Gr. - 4270 g.                   | Piesă naturalizată cu aripile ușor depărtate de corp, în picioare; penajul specific vârstei juvenile păstreză însușirile naturale. | Muzeul Olteniei. Secția de științele naturii, Craiova        | Cimec    |
|      | Haliaetus albicilla (Linnaeus, 1758)                                                                           | Descoperit: jud. Dolj, com. Sadova, Sadova Dimensiuni: Lt - 840 mm; Co - 290mm, Ar - 620mm, T - 110 mm; Ci - 65 mm; Gr. - 6000 g.                            | Preparat naturalizat cu aripile depărtate de corp; aspectul morfologic și penajul sunt specifice exemplarelor adulte. | Muzeul Olteniei. Secția de științele naturii, Craiova        | Cimec    |
|      | Platalea l. leucorodia (Linnaeus, 1758)                                                                        | Descoperit: jud. Dolj, com. Bistreț, Bistreț Dimensiuni: Lt - 885 mm; T - 160 mm; Ci - 236 mm; Gr - 2600 g.                                                  | Piesă naturalizată cu aripile strânse, în picioare, poziție statică; sunt păstrate aspectul morfologic și coloritul natural al speciei; penajul din zona ventrală a corpului și cel de la baza gâtului este slab constituit. | Muzeul Olteniei. Secția de științele naturii, Craiova        | Cimec    |
|      | Egretta alba (Linnaeus, 1758)                                                                                  | Descoperit: jud. Dolj, com. Dunăreni (Cârna), Dunăreni (Cârna) Dimensiuni: Lt - 1050 mm, T - 180 mm, Ci - 116 mm, Gr. - 1550 g.                              | Piesă naturalizată, în picioare, cu aripile pe lângă corp, gât în fomă de S, penajul alb (cu nuanțe ușor gălbui pe alocuri) își păstrează culoarea naturală; lipsește penajul ornamental (egretele) de pe spate; în jurul ciocului penajul este rarefiat. | Muzeul Olteniei. Secția de Științele Naturii, Craiova        | Cimec    |
|      | Egretta alba (Linnaeus, 1758)                                                                                  | Descoperit: jud. Dolj, com. Dunăreni (Cârna), Dunăreni (Cârna) Dimensiuni: Lt - 1070 mm, T - 180 mm, Ci - 123 mm, Gr. - 2400 g.                              | Piesă naturalizată în picioare, cu aripile pe lângă corp, gât în fomă de S, penajul alb (cu nuanțe ușor gălbui pe alocuri) își păstrează coloritul natural; lipsește penajul de la baza ciocului pe ambele laturi ale capului; ciocul ușor întredeschis. | Muzeul Olteniei. Secția de Științele Naturii, Craiova        | Cimec    |
|      | Mergus albellus (Linnaeus, 1758)                                                                               | Descoperit: jud. Dolj, com. Dunăreni (Cârna), Cârna Dimensiuni: Lt - 404mm, Ar - 187mm, Co - 70mm, Ci - 27mm, T - 30mm                                       | Piesă naturalizată în poziție statică, cu aripile strînse; penajul păstreză coloritul natural. | Muzeul Olteniei. Secția de științele naturii, Craiova        | Cimec    |
|      | Egretta alba (Linnaeus, 1758)                                                                                  | Descoperit: jud. Dolj, Cernele Dimensiuni: Lt - 1035mm, Ar - 470mm, Co - 176, Ci - 127, T - 196mm                                                            | Piesă naturalizată, în picioare, cu aripile pe lângă corp, gât în fomă de S, penajul alb (cu nuanțe ușor gălbui pe alocuri) își păstrează culoarea naturală; pe spate are penaj ornamental bogat (egrete); lipsește ochiul drept. | Muzeul Olteniei. Secția de Științele Naturii, Craiova        | Cimec    |
|      | Anas a. acuta (Linnaeus, 1758)                                                                                 | Descoperit: jud. Dolj, com. Dunăreni (Cârna), Dunăreni Dimensiuni: Lt - 650 mm; T - 40 mm; Ci - 51 mm; Gr. - 930 g.                                          | Piesă naturalizată cu aripile strânse, în picioare; cap ușor orientat spre partea stângă a corpului; sunt bine păstrate aspectul morfologic și coloritul natural al penajului speciei. | Muzeul Olteniei. Secția de științele naturii, Craiova        | Cimec    |
|      | Pernis apivorus (Linnaeus, 1758)                                                                               | Descoperit: jud. Dolj, com. Radovan, Întorsura Dimensiuni: Lt - 555 mm, T - 58 mm, Ci - 27 mm, Gr. - 610g.                                                   | Piesă naturalizată cu aripi ușor departate de corp; sunt bine păstrate aspectul morfologic și culoarea naturală a penajului. | Muzeul Olteniei. Secția de Științele Naturii, Craiova        | Cimec    |
|      | Strix uralensis (Pallas, 1771)                                                                                 | Descoperit: jud. Dolj, com. Murgași, Murgași Murgași Dimensiuni: Lt - 594 mm, Ci - 35 mm, T - 70 mm, Gr - 777 g.                                             | Piesă naturalizată cu aripile strânse, în picioare, postură statică; penajul păstreză însușirile naturale; piesa este expusă în cadrul expoziției de bază a secției, alături de altă specie a ordinului. | Muzeul Olteniei. Secția de Științele Naturii, Craiova        | Cimec    |
|      | Strix uralensis (Pallas, 1771)                                                                                 | Descoperit: jud. Dolj, com. Vela, Vela Dimensiuni: Lt - 570 mm, Ci - 35 mm, T - 61 mm, Gr - 830 g.                                                           | Piesă naturalizată cu aripile strânse; sunt păstrate aspectul morfologic și coloritul natural al speciei. | Muzeul Olteniei. Secția de Științele Naturii, Craiova        | Cimec    |
|      | Ciconia nigra (Linnaeus, 1758)                                                                                 | Descoperit: jud. Dolj, com. Bistreț, Bistreț Dimensiuni: Lt - 1020 mm; T - 215 mm; Ci - 180 mm,; Gr - 2660 g.                                                | Piesă naturalizată în poziție statică; cu aripile strânse; sunt păstrate aspectul morfologic și coloritul natural al penajului speciei; la piciorul drept este marcată cu inel metalic, cod 02361 Bratislava Slovacia. | Muzeul Olteniei. Secția de științele naturii, Craiova        | Cimec    |
|      | Asio otus (Linnaeus, 1758)                                                                                     | Descoperit: jud. Dolj, com. Măceșu de Jos, Măceșu de Jos Dimensiuni: Lt - 355 mm, Ci - 21 mm, T - 50 mm, Gr - 300 g.                                         | Piesă naturalizată cu aripile strânse, montată pe fragment de trunchi de copac natural; capul ușor orientat în partea dreaptă a corpului; penajul păstrează însușirile naturale. | Muzeul Olteniei. Secția de Științele Naturii, Craiova        | Cimec    |
|      | Anser a. albifrons (Scop., 1769)                                                                               | Descoperit: jud. Dolj, com. Cârna, Cârna Dimensiuni: Lt. - 650 mm; T - 73 mm; Ci - 44 mm; Gr. - 5775.                                                        | Preparat naturalizat cu aripile ușor depărtate de corp, penajul își păstrează coloritul natural. | Muzeul Olteniei. Secția de științele naturii, Craiova        | Cimec    |
|      | Aythya nyroca (Guld, 1770)                                                                                     | Descoperit: jud. Dolj, com. Măceșu de Jos, Măceșu de Jos Dimensiuni: Lt - 385 mm, Ci - 41mm, T - 31mm, Gr- 635 g.                                            | Piesă naturalizată cu aripile întinse, în picioare; se păstrează aspectul morfologic al speciei și coloritul natural al penajului. | Muzeul Olteniei. Secția de științele naturii, Craiova        | Cimec    |